# Žahavci
Žahavci (Cnidaria) jsou kmen radiálně symetrických živočichů, k roku 2020 bylo známo přes 12 300 jejich druhů. Zástupci žahavců zaujímají dva tělní plány: typicky přisedlé stádium polypa a typicky volně plovoucí stádium medúzy. Jejich tělo vzniká pouze ze dvou zárodečných listů (ektodermu a entodermu). Epitelové tkáně z nich odvozené plní rovněž funkci svalové soustavy. Trávení probíhá ve slepě zakončené láčce, jinak je vnitřní ústrojnost chudá: chybí specializovaná vylučovací, oběhová i dýchací soustava. Jak medúza, tak polyp mívají chapadla. Nervová soustava je rozptýlená, ovšem s jistou úrovní centralizace. Zejména medúzy mívají i složitější smyslové orgány včetně různých typů očí. Nejdůležitějším sdíleným odvozeným znakem žahavců je každopádně přítomnost žahavých buněk, jež jsou rozrůzněné do mnoha morfologických a funkčních typů. Jed některých žahavců, například čtyřhranky Fleckerovy (Chironex fleckeri), je nebezpečný i pro člověka.
Žahavci mohou být gonochoristy i hermafrodity. Pohlavní rozmnožování se opírá o larvu zvanou planula, velmi časté je však i nepohlavní rozmnožování, podílející se mj. na vzniku kolonií polypů. Takové kolonie může vyztužovat „kostra“ z proteinů či uhličitanu vápenatého. Ve svých životních cyklech žahavci mohou – ale nemusí – střídat stádia polypa a medúzy. Medúza v takovém případě slouží jako stádium pohlavní, polyp jako nepohlavní. Výborná bývá regenerační schopnost, proslavená zejména u nezmarů (Hydra), jedněch z modelových organismů. 
Žahavci se dělí do sedmi tříd. Sesterskou skupinu vůči všem ostatním žahavcům tvoří třída korálnatci (Anthozoa). Taxon Medusozoa zahrnuje třídy medúzovci (Scyphozoa), polypovci (Hydrozoa), čtyřhranky (Cubozoa) a kalichovky (Staurozoa) – pro všechny čtyři je typické, že se u jejich zástupců může objevovat stádium medúzy, polypovci pak jako jediní z nich žijí i ve sladké vodě. Zbývající dvě třídy zahrnují parazity: extrémně zjednodušené výtrusenky (Myxozoa) a parazity jeseteřích vajíček kaviárovky (Polypodiozoa). Vyjma parazitů se všichni žahavci živí dravě. Ve vodních ekosystémech hrají řadu klíčových ekologických rolí, podílejí se například na vzniku jedněch z druhově nejbohatších ekosystémů – korálových útesů, medúzy tvoří součást tzv. rosolovitého zooplanktonu. Velmi časté jsou u žahavců různé symbiotické vztahy (zejména se řasami zooxantelami, ale i dalšími živočichy).

## Systematika a fylogeneze

### Vnitřní systematika
Nejstarší popisy žahavců lze vysledovat již do antických dob, zmiňoval se o nich například Aristotelés. Alespoň hrubé vymezení této skupiny, jež by odpovídalo současnému pohledu, však zůstává relativně pozdní. Za živočichy, resp. za organismy na pomezí rostlin a živočichů (Zoophytes), začali být žahavci šířeji považováni až od 18. století a teprve na začátku 19. století prokázal norský přírodovědec Michael Sars, že vyjma medúz k nim náleží i přisedlé stádium polypa. Žahavci byli později sdružováni s jinými nebilaterálními živočichy, například Jean-Baptiste Lamarck vytvořil skupinu Radiata pro medúzy, žebernatky a ostnokožce, Rudolf Leuckart zase skupinu Coelenterata pro žahavce, žebernatky a houbovce. Za popisnou autoritu současného kmene žahavců je tak pokládán až rakouský zoolog a embryolog Berthold Hatschek, jenž roku 1888 rozčlenil taxon Coelenterata na tři samostatné kmeny, víceméně odpovídající těm současným. Odborné jméno kmene žahavců, Cnidaria, vychází ze řeckého označení knī́dē ve významu kopřiva, které bylo přejato do nové latiny.
Současná systematika rozlišuje tři velké taxony žahavců. Sesterskou skupinu vůči zbylým žahavcům představují korálnatci (Anthozoa), zahrnující tvrdé a měkké korály, sasanky, pérovníky či rohovitky. Tradičně se dělí na šestičetné (Hexacorallia) a osmičetné (Octocorallia), přičemž u nich chybí stádium medúzy. Fylogenetická analýza založená na mitochondriální DNA, jejímž autorem je Kayal & kol. (2013), korálnatce vyhodnotila jako parafyletický taxon vůči ostatním žahavcům. Novější fylogenetické studie, opírající se o jadernou DNA, tyto závěry zavrhly a obnovily korálnatce jako monofyletický taxon. Monofyletismus podporuje například i práce Feng & kol. (2023), založená také na mtDNA. Problematickou skupinou korálnatců jsou červnatci (Ceriantharia), žahavci svým vzhledem podobní sasankám. Vynikají atypickou rychlostí molekulární evoluce a je lépe je rozlišovat jako samostatnou vývojovou linii. Červnatci zřejmě představují sesterskou linii vůči všem ostatním šestičetným, konkrétní fylogenetické analýzy jim však přisoudily i jiné možné pozice (sesterská skupina osmičetných či sesterská skupina vůči všem dalším korálnatcům). Molekulární fylogenetika každopádně pomohla zavrhnout hypotézu Ceriantipatharia, podle níž měli červnatci tvořit společný taxon s trnatci (Antipatharia).
Druhým velkým kladem žahavců je skupina Medusozoa, jejíž název se odvozuje od stádia medúzy, jež se objevuje u jejích zástupců. Zahrnuje čtyři třídy, a sice polypovci (Hydrozoa), medúzovci (Scyphozoa), čtyřhranky (Cubozoa) a kalichovky (Staurozoa). Zástupci posledních dvou jmenovaných tříd byli původně klasifikováni v rámci medúzovců v širším smyslu, k vymezení samostatné třídy došlo v případě čtyřhranek roku 1975, v případě kalichovek až roku 2004. Pokud jsou polypovci považováni za sesterskou skupinu vůči ostatním Medusozoa, tedy fakticky vůči medúzovcům v širším smyslu, klad tvořený těmito třemi třídami nese pojmenování Acraspeda. Podle jiných hypotéz příbuzenských vztahů však mohou na bázi Medusozoa stát kalichovky, anebo může např. existovat sesterský vztah mezi polypovci + medúzovci a čtyřhrankami + kalichovkami. Některé mitogenomické studie naznačují, že medúzovci v užším smyslu nemusí být monofyletickým taxonem.
Za nejvýznamnější změnu v moderní klasifikaci žahavců je pokládáno zjištění, že se v rámci nich odvozují kaviárovky (Polypodiozoa) a výtrusenky (Myxozoa). Druhotně jednobuněčné výtrusenky byly dlouho považovány za samostatný kmen s nevyjasněným postavením ve fylogenetickém stromu živočichů. Hypotézy, že by mohly patřit do žahavců, se objevily zhruba okolo začátku 21. století a roku 2015 bylo určeno, že se výtrusenky odvětvují na bázi Medusozoa a jejich sesterskou skupinou jsou právě kaviárovky. Jediným zástupcem kaviárovek je nezmar jeseteří (Polypodium hydriforme), dříve řazený do třídy polypovci (buď do řádu hydromedúz, nebo k nezmarům Hydrina), později vyčleňovaný mimo žahavce do zvláštní skupiny kaviárovek (Polypodiozoa). Klad výtrusenek a kaviárovek nese jméno Endocnidozoa.
Následující systém žahavců vychází ze zdroje Giribet & Edgecombe 2020, s. 57–58:
- podkmen korálnatci (Anthozoa)
  - třída korálnatci (Anthozoa)
    - podtřída šestičetní (Hexacorallia)
    - podtřída osmičetní (Octocorallia)
    - podtřída červnatci (Ceriantharia)
- podkmen Endocnidozoa
  - třída kaviárovky (Polypodiozoa)
  - třída výtrusenky (Myxozoa)
- podkmen Medusozoa
  - třída polypovci (Hydrozoa)
    - podtřída Hydroidolina
    - podtřída Trachylina

  - nadtřída Acraspeda
    - třída čtyřhranky (Cubozoa)
    - třída medúzovci (Scyphozoa)
    - třída kalichovky (Staurozoa)

Následující znázornění příbuzenských vztahů vychází ze zdroje Brusca, Moore & Giribet 2023, s. 242 (ovšem jak bylo uvedeno výše, existuje větší množství fylogenetických hypotéz, zejména v rámci Medusozoa):
|  | kalichovky (Staurozoa)                                                         |
|  |                                                                                |
|  | \| \| čtyřhranky (Cubozoa) \| \| \| \| \| \| medúzovci (Scyphozoa) \| \| \| \| |
|  |                                                                                |
|  | čtyřhranky (Cubozoa)                                                           |
|  |                                                                                |
|  | medúzovci (Scyphozoa)                                                          |
|  |                                                                                |

|  | čtyřhranky (Cubozoa)  |
|  |                       |
|  | medúzovci (Scyphozoa) |
|  |                       |

|  | kalichovky (Staurozoa)                                                         |
|  |                                                                                |
|  | \| \| čtyřhranky (Cubozoa) \| \| \| \| \| \| medúzovci (Scyphozoa) \| \| \| \| |
|  |                                                                                |
|  | čtyřhranky (Cubozoa)                                                           |
|  |                                                                                |
|  | medúzovci (Scyphozoa)                                                          |
|  |                                                                                |

|  | čtyřhranky (Cubozoa)  |
|  |                       |
|  | medúzovci (Scyphozoa) |
|  |                       |

|  | výtrusenky (Myxozoa)      |
|  |                           |
|  | kaviárovky (Polypodiozoa) |
|  |                           |

|  | kalichovky (Staurozoa)                                                         |
|  |                                                                                |
|  | \| \| čtyřhranky (Cubozoa) \| \| \| \| \| \| medúzovci (Scyphozoa) \| \| \| \| |
|  |                                                                                |
|  | čtyřhranky (Cubozoa)                                                           |
|  |                                                                                |
|  | medúzovci (Scyphozoa)                                                          |
|  |                                                                                |

|  | čtyřhranky (Cubozoa)  |
|  |                       |
|  | medúzovci (Scyphozoa) |
|  |                       |

|  | kalichovky (Staurozoa)                                                         |
|  |                                                                                |
|  | \| \| čtyřhranky (Cubozoa) \| \| \| \| \| \| medúzovci (Scyphozoa) \| \| \| \| |
|  |                                                                                |
|  | čtyřhranky (Cubozoa)                                                           |
|  |                                                                                |
|  | medúzovci (Scyphozoa)                                                          |
|  |                                                                                |

|  | čtyřhranky (Cubozoa)  |
|  |                       |
|  | medúzovci (Scyphozoa) |
|  |                       |

|  | výtrusenky (Myxozoa)      |
|  |                           |
|  | kaviárovky (Polypodiozoa) |
|  |                           |

|  | osmičetní (Octocorallia)                                                               |
|  |                                                                                        |
|  | \| \| šestičetní (Hexacorallia) \| \| \| \| \| \| červnatci (Ceriantharia) \| \| \| \| |
|  |                                                                                        |
|  | šestičetní (Hexacorallia)                                                              |
|  |                                                                                        |
|  | červnatci (Ceriantharia)                                                               |
|  |                                                                                        |

|  | šestičetní (Hexacorallia) |
|  |                           |
|  | červnatci (Ceriantharia)  |
|  |                           |

|  | kalichovky (Staurozoa)                                                         |
|  |                                                                                |
|  | \| \| čtyřhranky (Cubozoa) \| \| \| \| \| \| medúzovci (Scyphozoa) \| \| \| \| |
|  |                                                                                |
|  | čtyřhranky (Cubozoa)                                                           |
|  |                                                                                |
|  | medúzovci (Scyphozoa)                                                          |
|  |                                                                                |

|  | čtyřhranky (Cubozoa)  |
|  |                       |
|  | medúzovci (Scyphozoa) |
|  |                       |

|  | kalichovky (Staurozoa)                                                         |
|  |                                                                                |
|  | \| \| čtyřhranky (Cubozoa) \| \| \| \| \| \| medúzovci (Scyphozoa) \| \| \| \| |
|  |                                                                                |
|  | čtyřhranky (Cubozoa)                                                           |
|  |                                                                                |
|  | medúzovci (Scyphozoa)                                                          |
|  |                                                                                |

|  | čtyřhranky (Cubozoa)  |
|  |                       |
|  | medúzovci (Scyphozoa) |
|  |                       |

|  | výtrusenky (Myxozoa)      |
|  |                           |
|  | kaviárovky (Polypodiozoa) |
|  |                           |

|  | kalichovky (Staurozoa)                                                         |
|  |                                                                                |
|  | \| \| čtyřhranky (Cubozoa) \| \| \| \| \| \| medúzovci (Scyphozoa) \| \| \| \| |
|  |                                                                                |
|  | čtyřhranky (Cubozoa)                                                           |
|  |                                                                                |
|  | medúzovci (Scyphozoa)                                                          |
|  |                                                                                |

|  | čtyřhranky (Cubozoa)  |
|  |                       |
|  | medúzovci (Scyphozoa) |
|  |                       |

|  | kalichovky (Staurozoa)                                                         |
|  |                                                                                |
|  | \| \| čtyřhranky (Cubozoa) \| \| \| \| \| \| medúzovci (Scyphozoa) \| \| \| \| |
|  |                                                                                |
|  | čtyřhranky (Cubozoa)                                                           |
|  |                                                                                |
|  | medúzovci (Scyphozoa)                                                          |
|  |                                                                                |

|  | čtyřhranky (Cubozoa)  |
|  |                       |
|  | medúzovci (Scyphozoa) |
|  |                       |

|  | výtrusenky (Myxozoa)      |
|  |                           |
|  | kaviárovky (Polypodiozoa) |
|  |                           |

|  | osmičetní (Octocorallia)                                                               |
|  |                                                                                        |
|  | \| \| šestičetní (Hexacorallia) \| \| \| \| \| \| červnatci (Ceriantharia) \| \| \| \| |
|  |                                                                                        |
|  | šestičetní (Hexacorallia)                                                              |
|  |                                                                                        |
|  | červnatci (Ceriantharia)                                                               |
|  |                                                                                        |

|  | šestičetní (Hexacorallia) |
|  |                           |
|  | červnatci (Ceriantharia)  |
|  |                           |

### Vnější systematika
Většina živočišných kmenů spadá do velkého kladu dvoustranně souměrných (Bilateria). Žahavci jsou jedním ze čtyř zbývajících nebilaterálních kmenů spolu s houbovci (Porifera), žebernatkami (Ctenophora) a vločkovci (Placozoa). Ve 20. letech 21. století panuje shoda na hypotéze Planulozoa, tj. na existenci monofyletické skupiny sdružující žahavce, vločkovce a dvoustranně souměrné, zatímco houbovci a žebernatky se odvětvují jako bazálnější linie ještě před Planulozoa. Jméno odkazuje na charakteristickou žahavčí larvu planulu; týž klad se však někdy označuje rovněž jako Parahoxozoa (resp. ParaHoxozoa). Sdíleným odvozeným znakem planulozoí je minimálně přítomnost serotoninu.
V rámci planulozoí mohou být sesterskou skupinou zbývajícím liniím jak vločkovci, tak dvoustranně souměrní, přičemž pro tradiční klad sdružující žahavce a dvoustranně souměrné se někdy také užívá název Planulozoa. Sesterský vztah mezi žahavci a vločkovci podpořili například Laumer & kol. (2018), v takovém případě by vločkovci představovali druhotně zjednodušené živočichy.
Molekulární fylogenetika každopádně vyvrátila starší zvažovaný vztah mezi žahavci a žebernatkami; pro skupinu sdružující tyto dva kmeny se typicky užívalo jméno Coelenterata nebo Radiata, pro skupinu přidružující ještě dvoustranně souměrné pak Neuralia.
Následující znázornění příbuzenských vztahů vychází ze zdroje Brusca, Moore & Giribet 2023, s. 937:
|                                       | houbovci (Porifera) |
|                                       | |
|                                       | žebernatky (Ctenophora) |
|                                       | |
| Planulozoa sensu lato (= Parahoxozoa) | \| \| vločkovci (Placozoa) \| \| \| \| \| \| dvoustranně souměrní (Bilateria) \| \| \| \| \| \| žahavci (Cnidaria) \| \| \| \| |
|                                       | \| \| vločkovci (Placozoa) \| \| \| \| \| \| dvoustranně souměrní (Bilateria) \| \| \| \| \| \| žahavci (Cnidaria) \| \| \| \| |
|                                       | vločkovci (Placozoa) |
|                                       | |
|                                       | dvoustranně souměrní (Bilateria)                                                                                               |
|                                       | |
|                                       | žahavci (Cnidaria) |
|                                       | |

|  | vločkovci (Placozoa)             |
|  |                                  |
|  | dvoustranně souměrní (Bilateria) |
|  |                                  |
|  | žahavci (Cnidaria)               |
|  |                                  |

## Anatomie a fyziologie

Zjednodušená kresba medúzy a polypa

Žahavci patří mezi dvojlisté živočichy, jejich tělo se tedy odvozuje pouze od dvou zárodečných listů, ektodermu a entodermu. Uvádí se, že jsou radiálně symetričtí, s rovinami souměrnosti ležícími podél orálně-aborální osy. Většina zástupců však bývá symetrická jenom podle omezeného množství rovin, například biradiálně (korálnatci) nebo tetraradiálně (medúzová stádia). Žahavci zaujímají dva tělní plány: typicky přisedlé stádium polypa žijící solitérně, nebo koloniálně; a typicky volně plovoucí stádium medúzy. Ve svých životních cyklech mohou žahavci střídat obě stádia – tento fenomén se označuje jako rodozměna neboli metageneze. Nezřídka však nemají vyvinuté stádium medúzy, anebo naopak silně potlačili stádium polypa. Obě stádia mívají chapadla, která mohou být specializovaná na různé funkce, jako je například získávání potravy a obrana.
Polyp lze zjednodušeně charakterizovat jako sloupcovitý organismus s korunou chapadel kolem ústního otvoru. K podkladu se polypi ukotvují nožním terčem na svém spodním neboli aborálním konci, někteří vyrůstají ze společného stonku neboli „stolonu“, někteří pomocí aborálního konce mohou hrabat v sedimentu. Rozměry se pohybují mezi několika řádovými velikostmi: například průměr ústního terče solitérně žijících polypů korálnatců činí od 1–5 cm do 100 cm (sasanka Mertensova, odb. Stichodactyla mertensii). Kolonie polypů mohou být mnohametrové, ačkoli jednotliví koloniální polypi zůstávají jen drobní (u korálnatců < 5 mm).
Kolonialita se pojí s rozmanitějšími tělními plány než u medúzových stádií, výjimkou totiž není ani funkční specializace jednotlivých polypů – zooidů. Ze složitých modulárních žahavců lze jmenovat například korálnatce pérovníky (Pennatuloidea) s hlavním stonkem v podobě primárního polypu, z něhož vyrůstají větve s krmnými autozooidy vybavenými chapadly a se sifonozooidy zajišťujícími tok vody napříč kolonií. Ještě komplikovanější stavbu mívají plovoucí trubýši (Siphonophora). Jejich vlastní kolonie, kormidie, zahrnují různé specializované polypy: žahavé daktylozooidy, krmné gastrozooidy a reprodukční gonozooidy, přičemž chapadla kormidií dorůstají i mnoha metrů. Kormidie se spojují s měchýřovitým polypem pneumatoforem a/nebo tzv. nektofory, které se odvozují od medúzového stádia. Daktylozoidi, gastrozoidi a gonozoidi se rozlišují i u jiných koloniálních polypovců.
Stádium medúzy se vyznačuje rosolovitým tělem zvonovitého či deštníkovitého tvaru. Zvon se odborně označuje jako umbrella, respektive jeho horní konvexní část jako exumbrella a spodní konkávní část jako subumbrella. Orální a aborální stranu má medúza oproti polypu převrácenou: ústní otvor se otevírá v subumbrelle a může být zavěšený na trubicovitém výběžku nazývaném manubrium (charakteristickém víceméně jen pro polypovce – hydromedúzy). Hydromedúzám a čtyřhrankám lemuje zvon nezávisle vzniklá plachetka, u hydromedúz nazývaná velum a u čtyřhranek velárium. Medúzovci plachetku nemají. Rozměry medúz bývají také dosti rozmanité, od asi 2 mm do 2 m v průměru zvonu. Přidružená chapadla však mohou být i násobně delší: čtyřhranka Fleckerova (Chironex fleckeri) má zvon o průměru pouze 30 cm, chapadla se žahavými buňkami však bývají i 30metrová.
Extrémně redukovaný tělní plán vykazují parazitické výtrusenky, zdánlivě jedobuněčné vícejaderné organismy se sporou tvořenou pouze osmi buněčnými jádry. Relativně komplexní zůstává ještě výtrusenka rodu Buddenbrockia, červovitý organismus bez všech orgánových soustav, ale naplněný sporami a mající žahavé buňky v pokožce.

Rozmanitost tělních forem žahavců
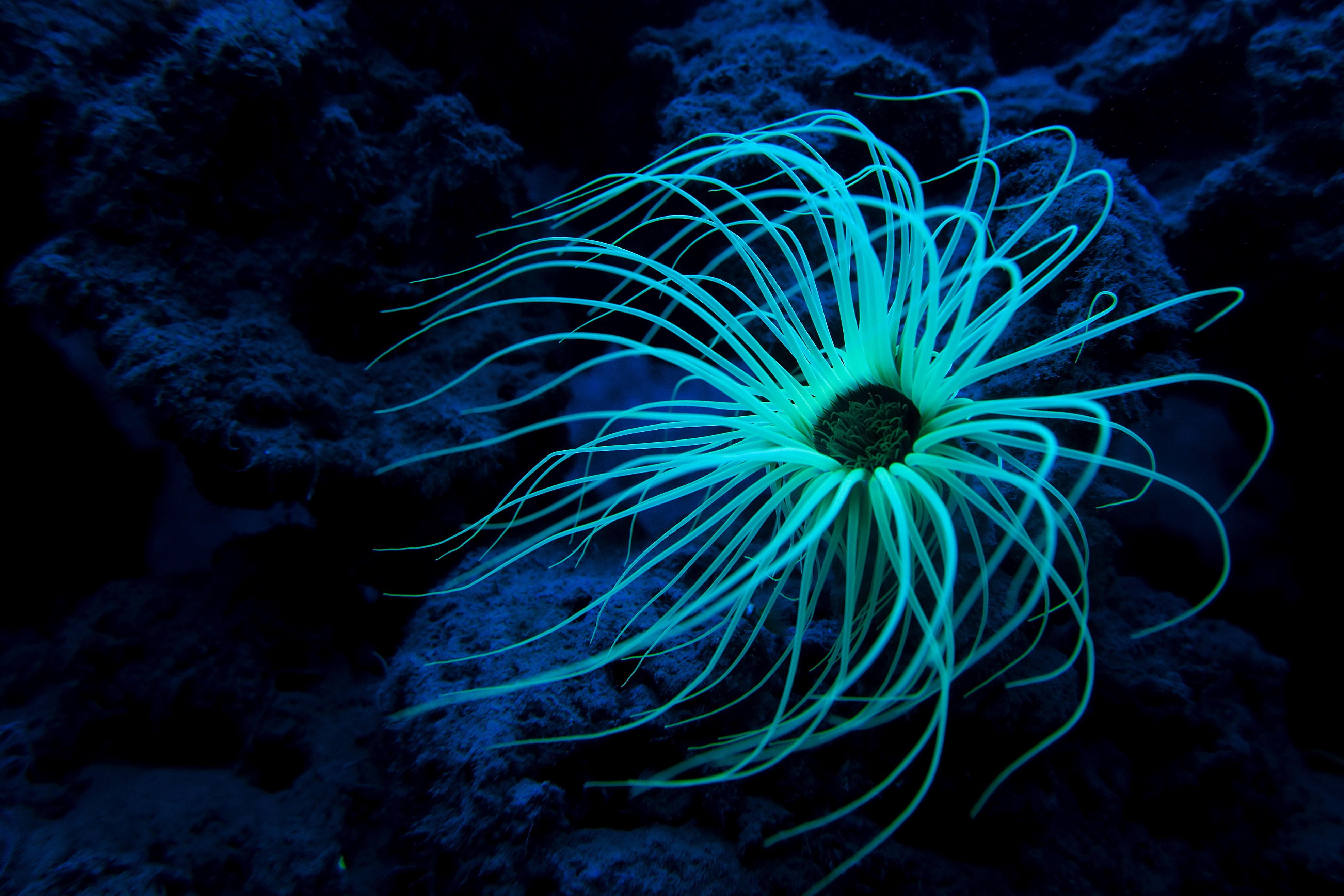
Červnatec sasankový (Cerianthus membranaceus) představuje stádium polypa
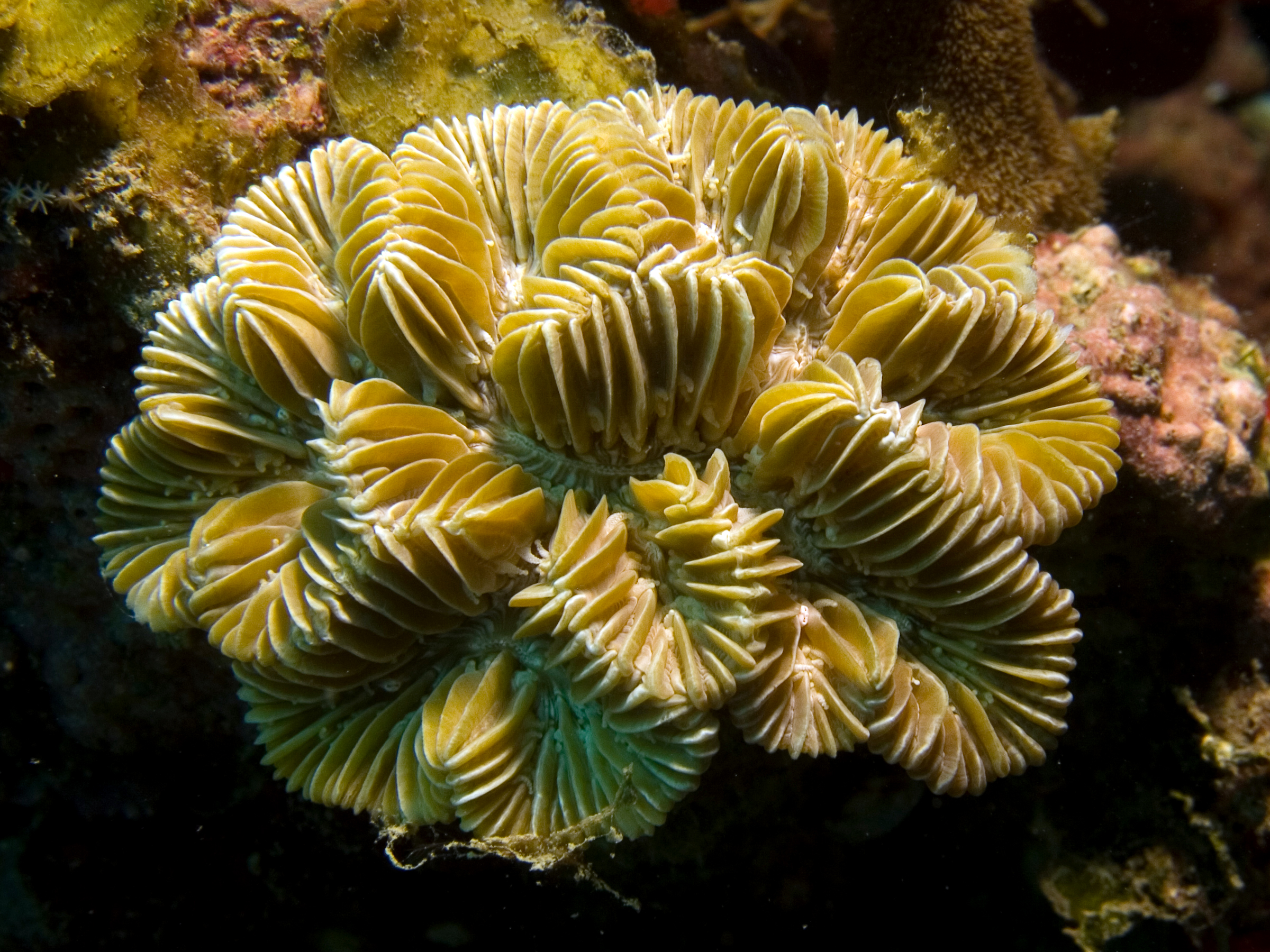
Šestičetný korál meandrovník členitý (Meandrina meandrites)
Sasanka pohostinná (Macrodactyla doreensis)
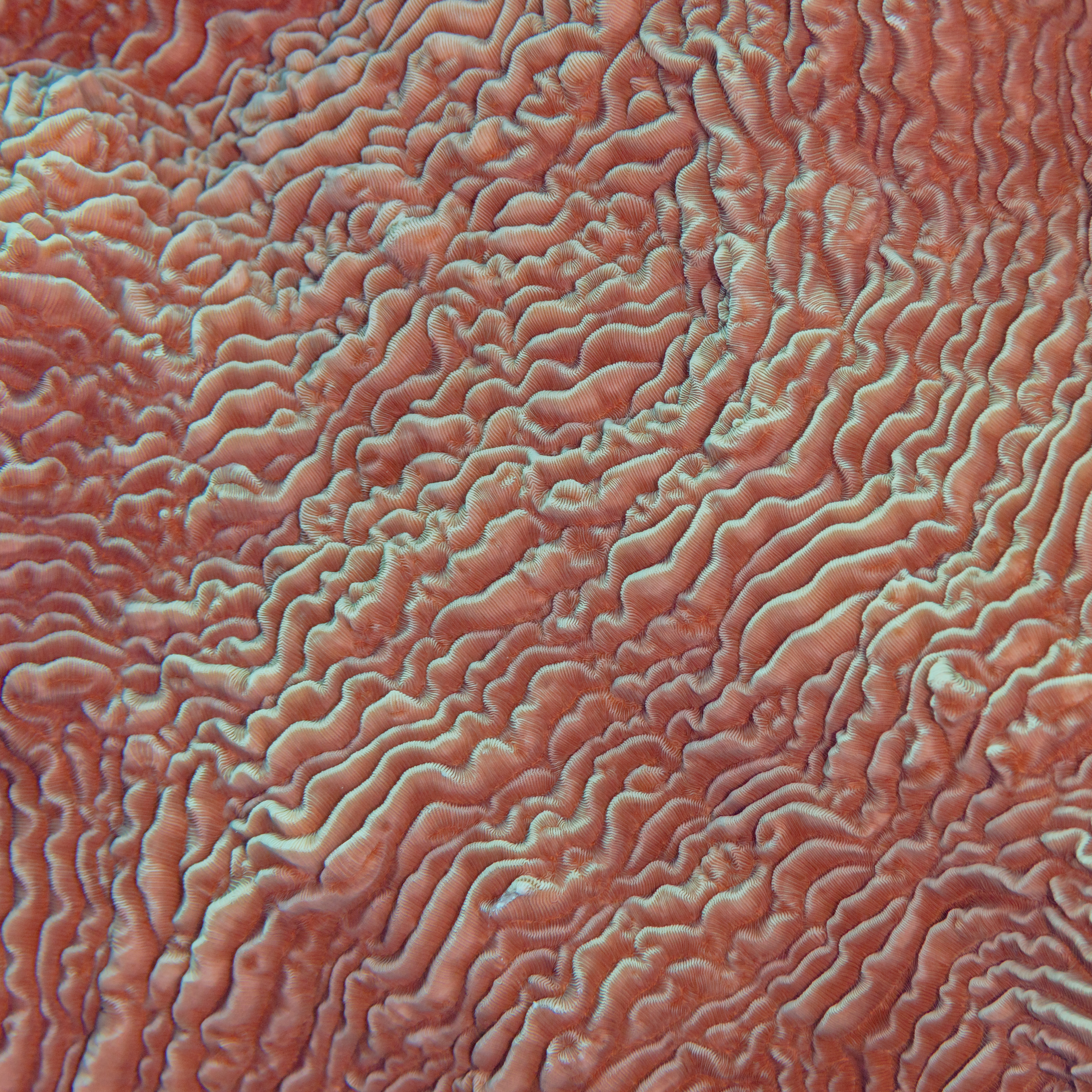
Houbovník deskový (Pachyseris speciosa)
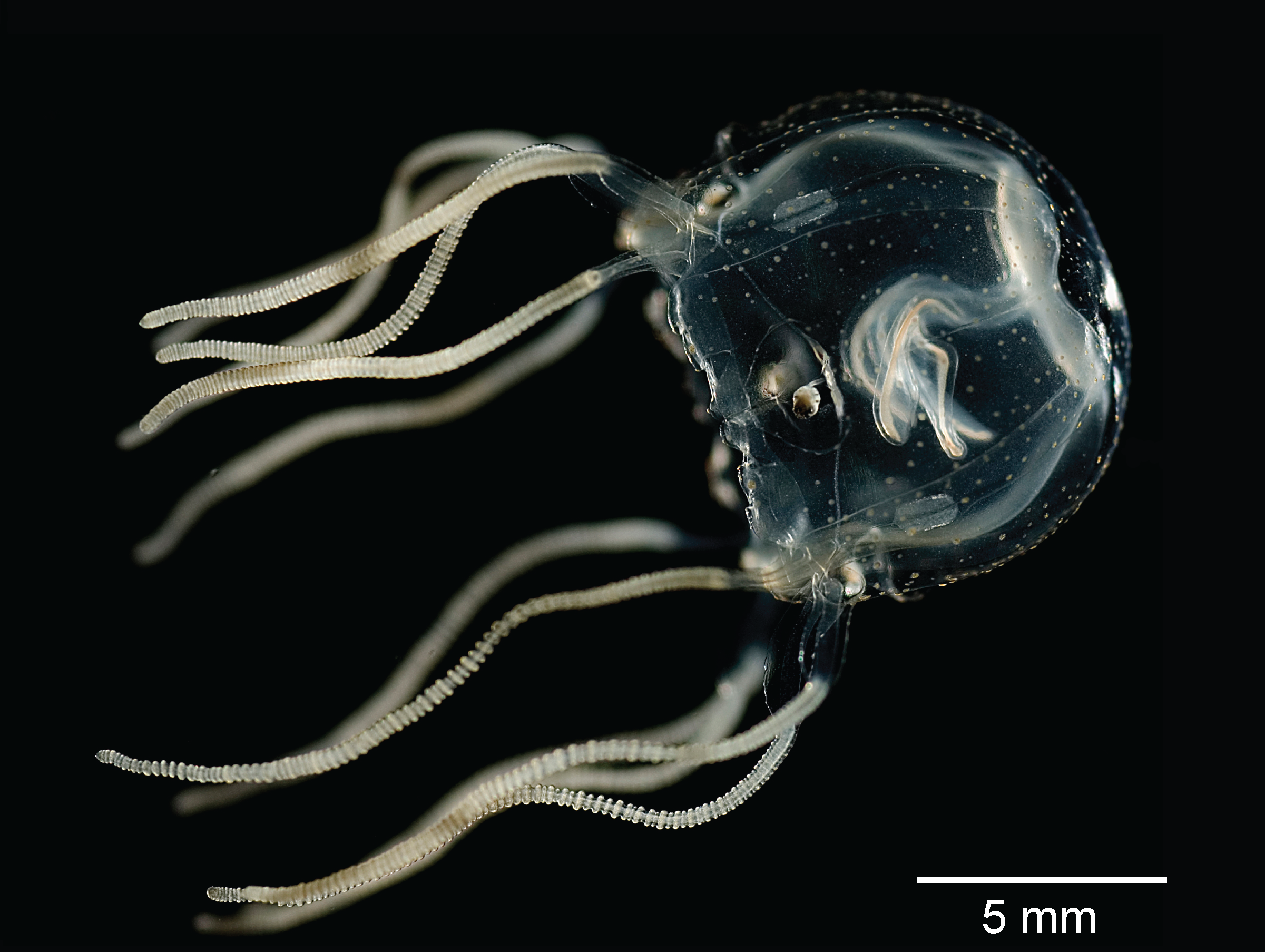
Čtyřhranka trojitá (Tripedalia cystophora)
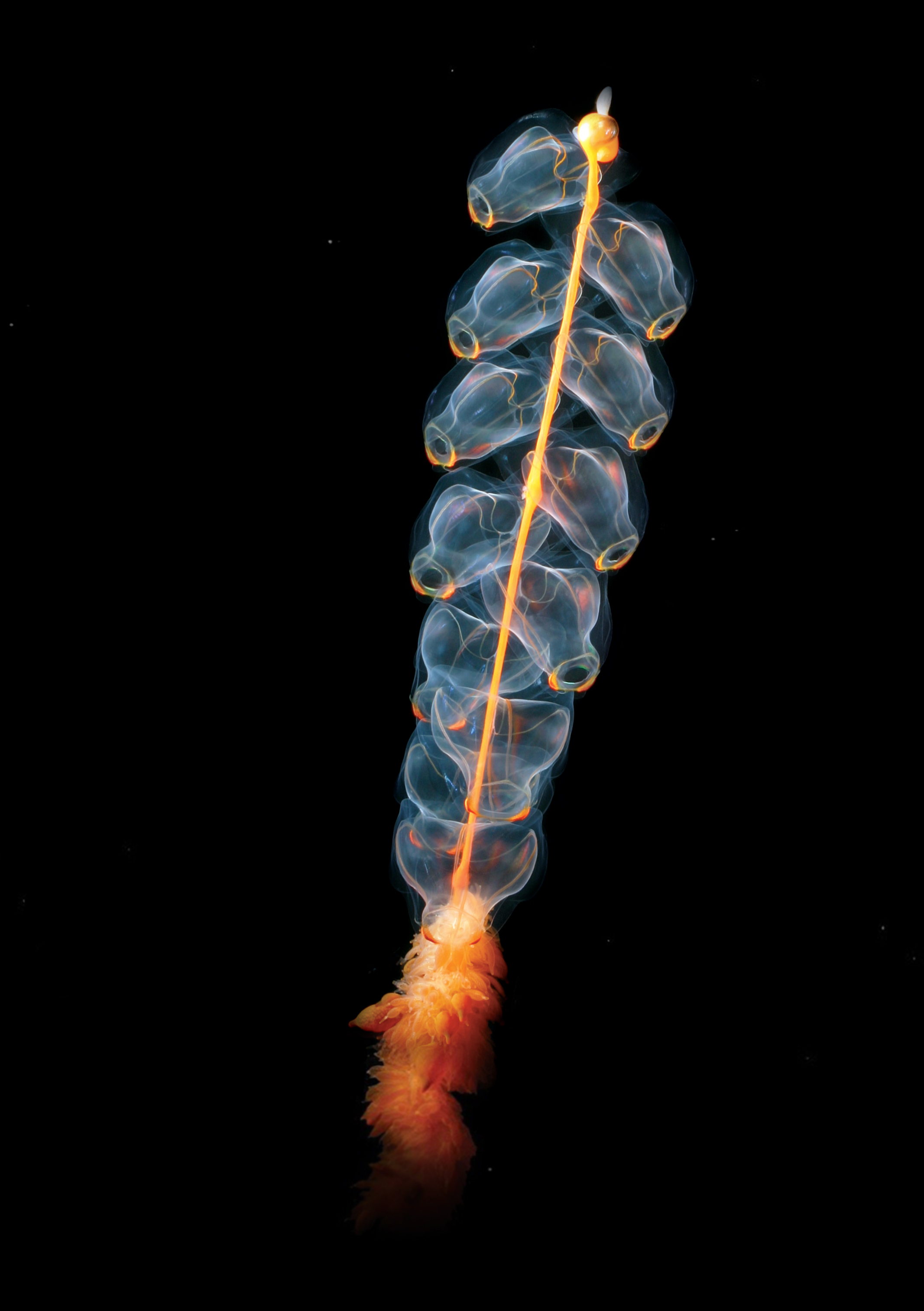
Kolonie trubýšů Marrus orthocanna
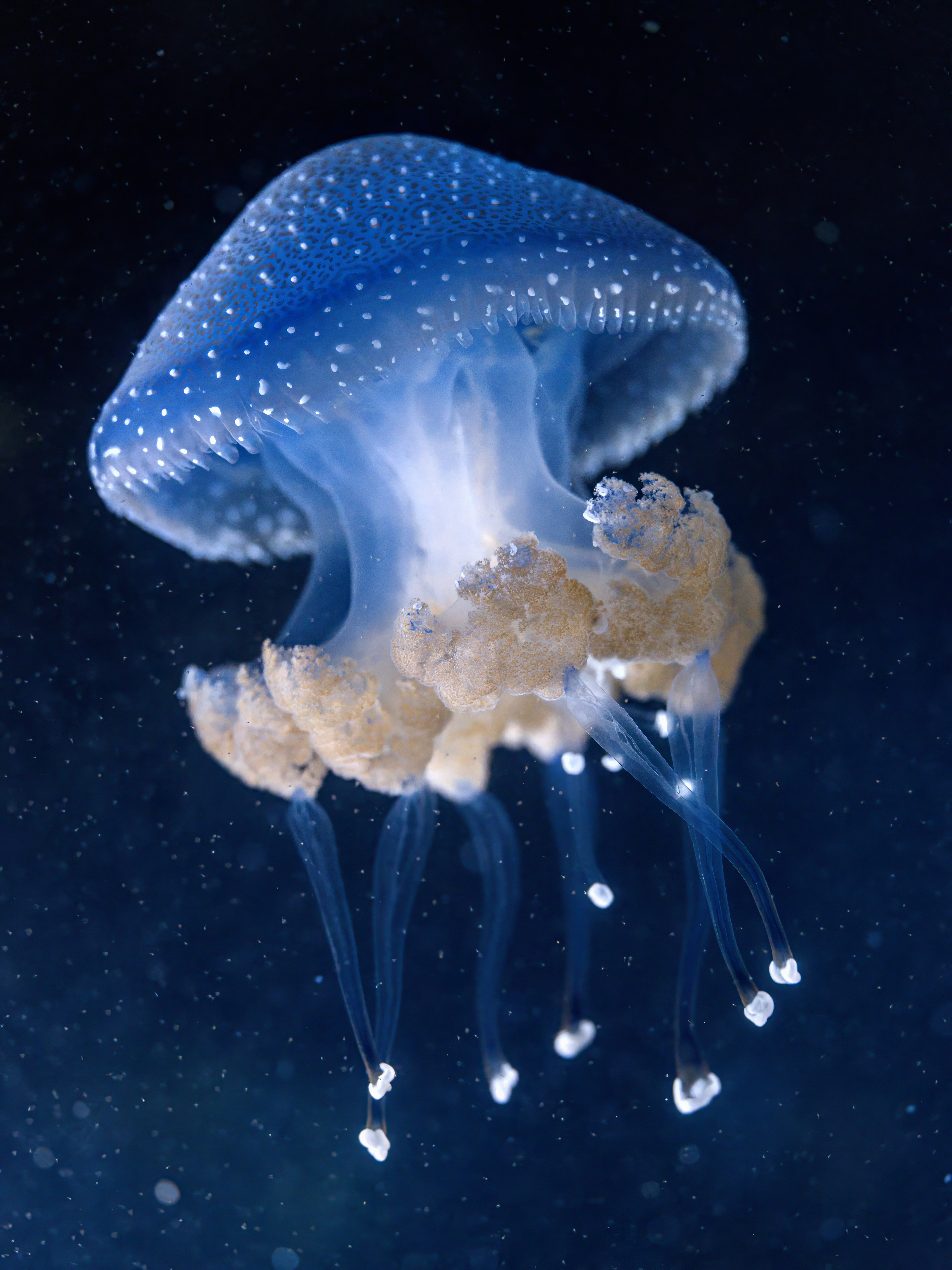
Kořenoústka pacifická (Phyllorhiza punctata) patřící mezi medúzovce (Scyphozoa)
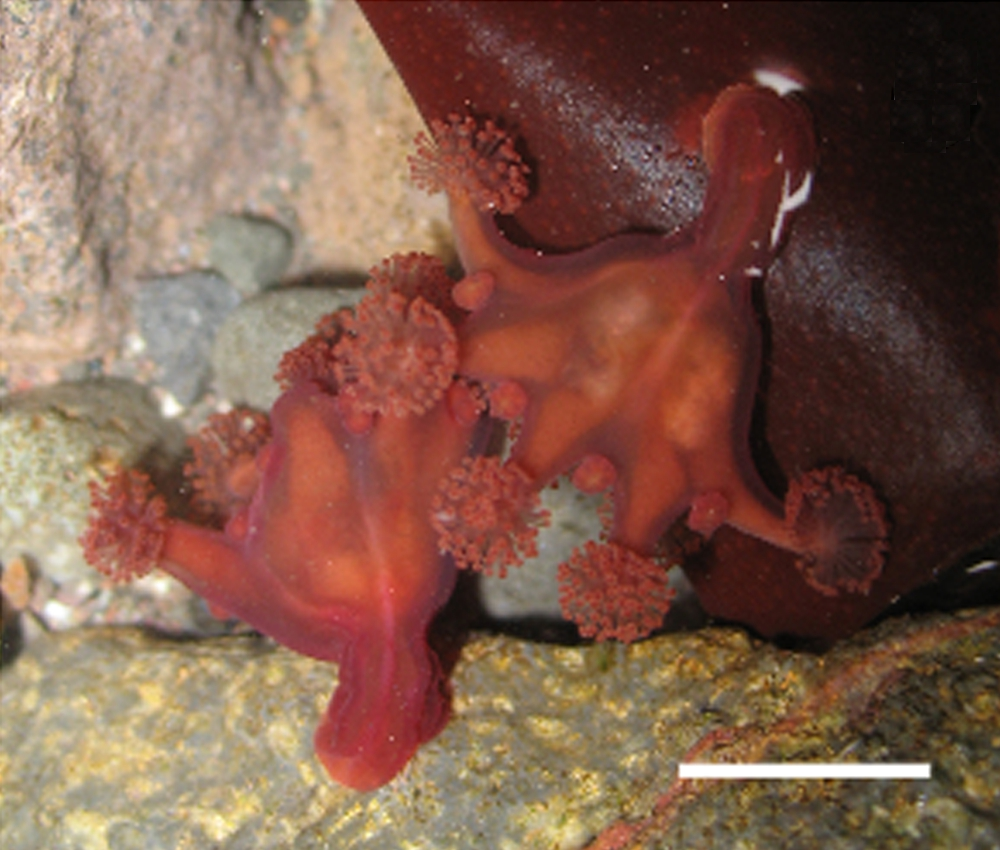
Kalichovka Haliclystus antarcticus
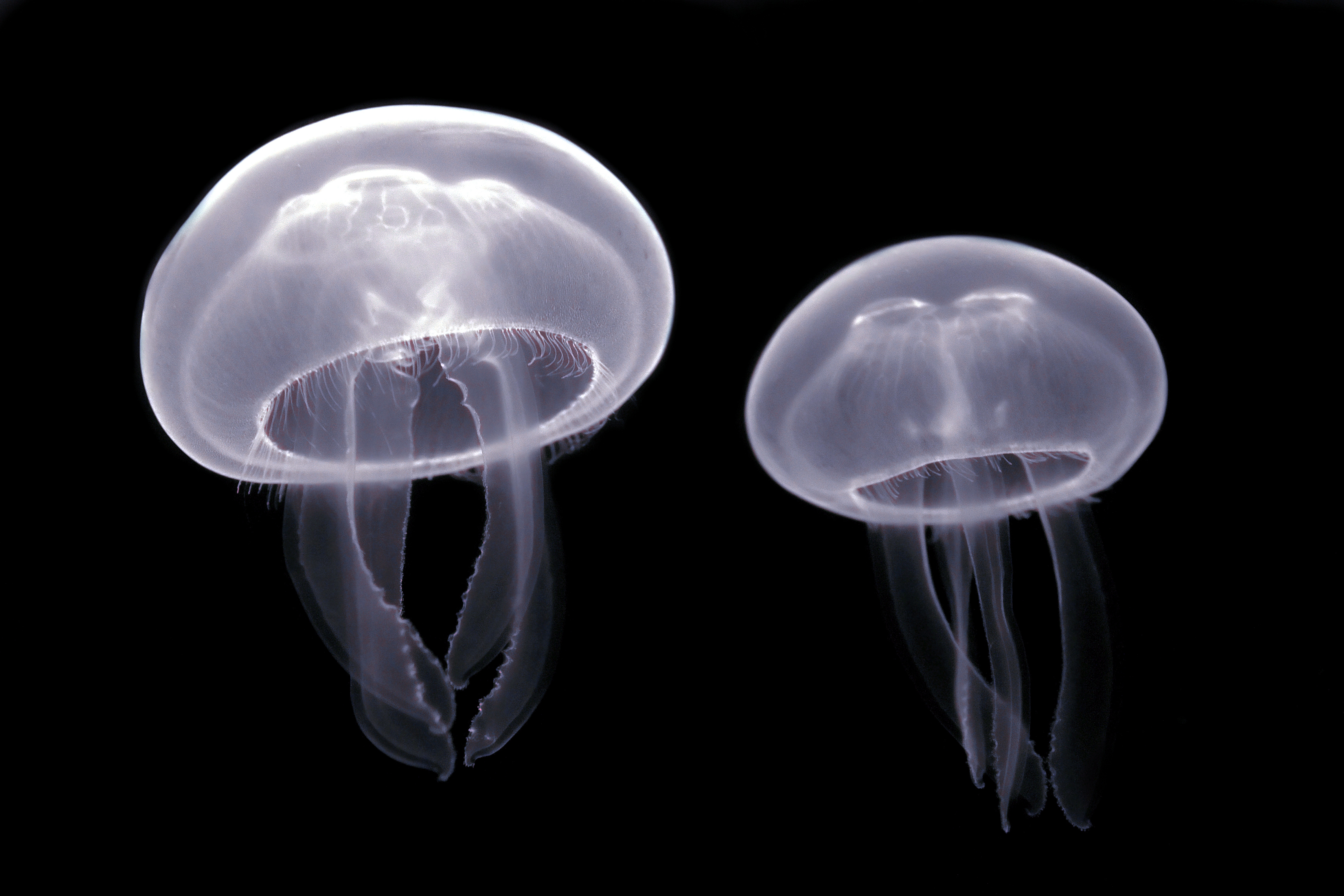
Medúza talířovka (Aurelia)

### Láčka

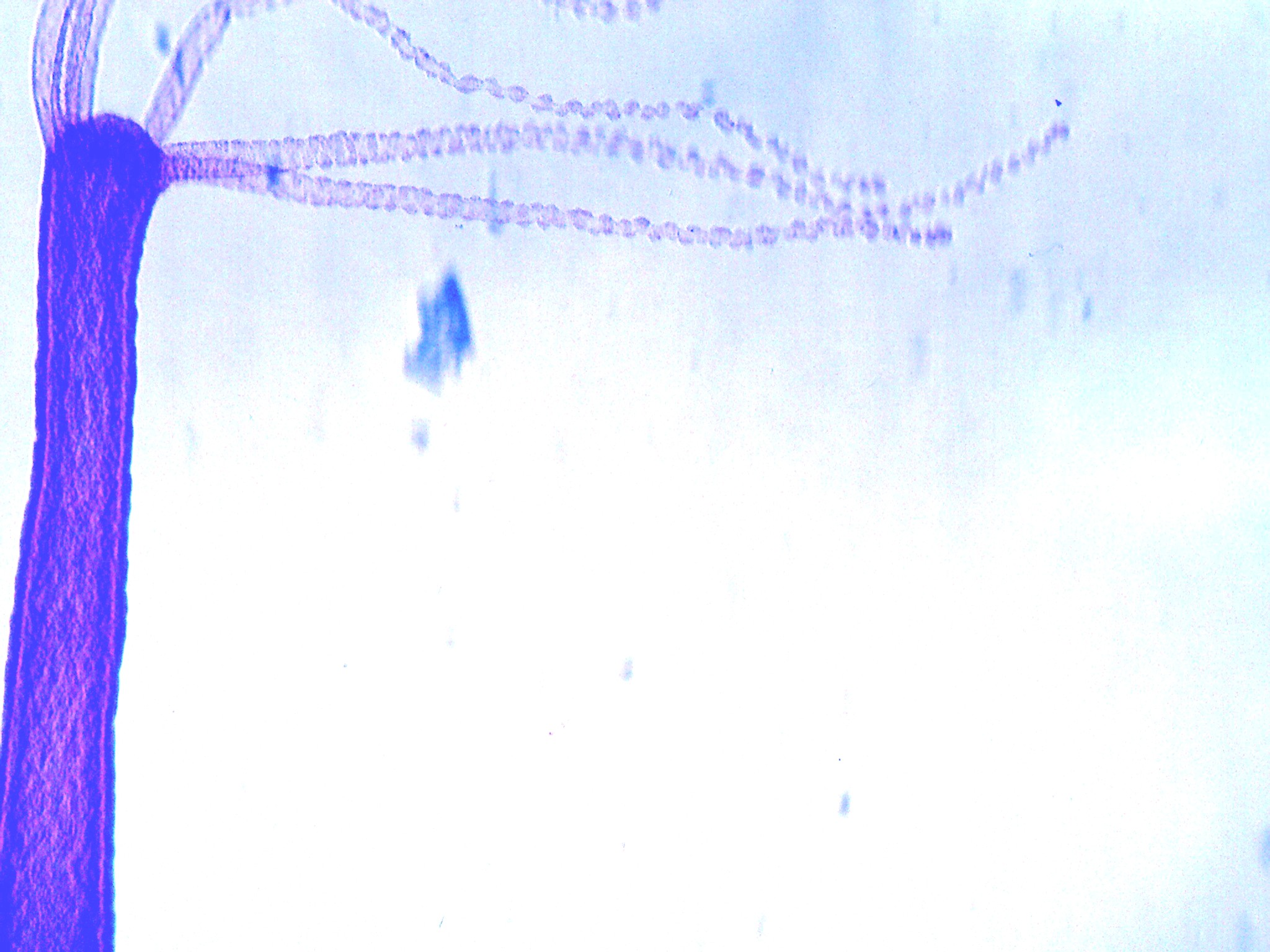
Gastrovaskulární dutina nezmara v podobě světlejší a méně zhuštěné oblasti uprostřed těla

Žahavci mají velmi jednoduchou vnitřní ústrojnost, chybí jim specializovaná vylučovací, oběhová i dýchací soustava: všechny jimi zprostředkovávané procesy probíhají výhradně na buněčné úrovni prostřednictvím difuze. Značnou část těla zaujímá soustava trávicí, reprezentovaná zejména gastrovaskulární dutinou neboli láčkou. Láčka není průchozí, týmž otvorem, kterým dochází k příjmu potravy, žahavec vylučuje její nevyužité zbytky. Vývojově se gastrovaskulární dutina odvozuje od entodermu, jde vlastně o prvostřevo neboli archenteron. Přijímací otvor korálnatců se však nejprve otevírá do svalnatého hltanu, který vzniká z ektodermu. Teprve ten se napojuje na gastrovaskulární dutinu.
Stavba láčky se mezi jednotlivými skupinami liší. U polypů polypovců jde o nedělený vak, u polypů ostatních medusozoí však bývá láčka rozdělena různými přepážkami. Nápadné přepážky, jež vyrůstají od vnitřní stěny těla směrem k hltanu, se objevují u korálnatců. Právě počet přepážek v láčce umožňuje mj. dělení korálnatců na šesti- a osmičetné. Přepážky zvětšují trávicí plochu, pokud ale k hltanu nepřirůstají, mohou plnit i další užitečné činnosti; například sasanky mají tzv. akontie sloužící k obraně nebo k podávání potravy. Specifickými otvory je při obraně vystřelují ven. Koloniální polypi mohou sdílet jednu láčku, u měkkých korálů například jejich spojení zprostředkovávají kanálky nazývané solenia. Společnou láčku využívají také polypovci, trsy takových jedinců se označují jako coenosark. U medúz se láčka protahuje do radiálních kanálků, u většiny hydromedúz se na konci propojují jakýmsi prstencem, u scyfomedúz zahrnují takzvané gastrální váčky.
Potravu žahavci typicky zachytávají chapadly a následně vcelku přijímají ústním otvorem (ovšem např. medúzy kořenoústky namísto něj mají soustavu drobných otvorů). Trávicí epitel gastrovaskulární dutiny neboli gastrodermis zahrnuje několik typů buněk, přičemž žláznaté buňky vylučují do láčky trávicí sekrety zajišťující extracelulární trávení, zatímco trávicí buňky přijímají prostřednictvím fagocytózy a pinocytózy natrávený obsah a v trávicích vakuolách zajišťují intracelulární zpracování živin. Oba typy buněk mají stažitelné výběžky (jde o tzv. nutritivně-muskulární buňky) a také bičíky, jejichž bitím se mísí obsah láčky.

### Tělní stěna

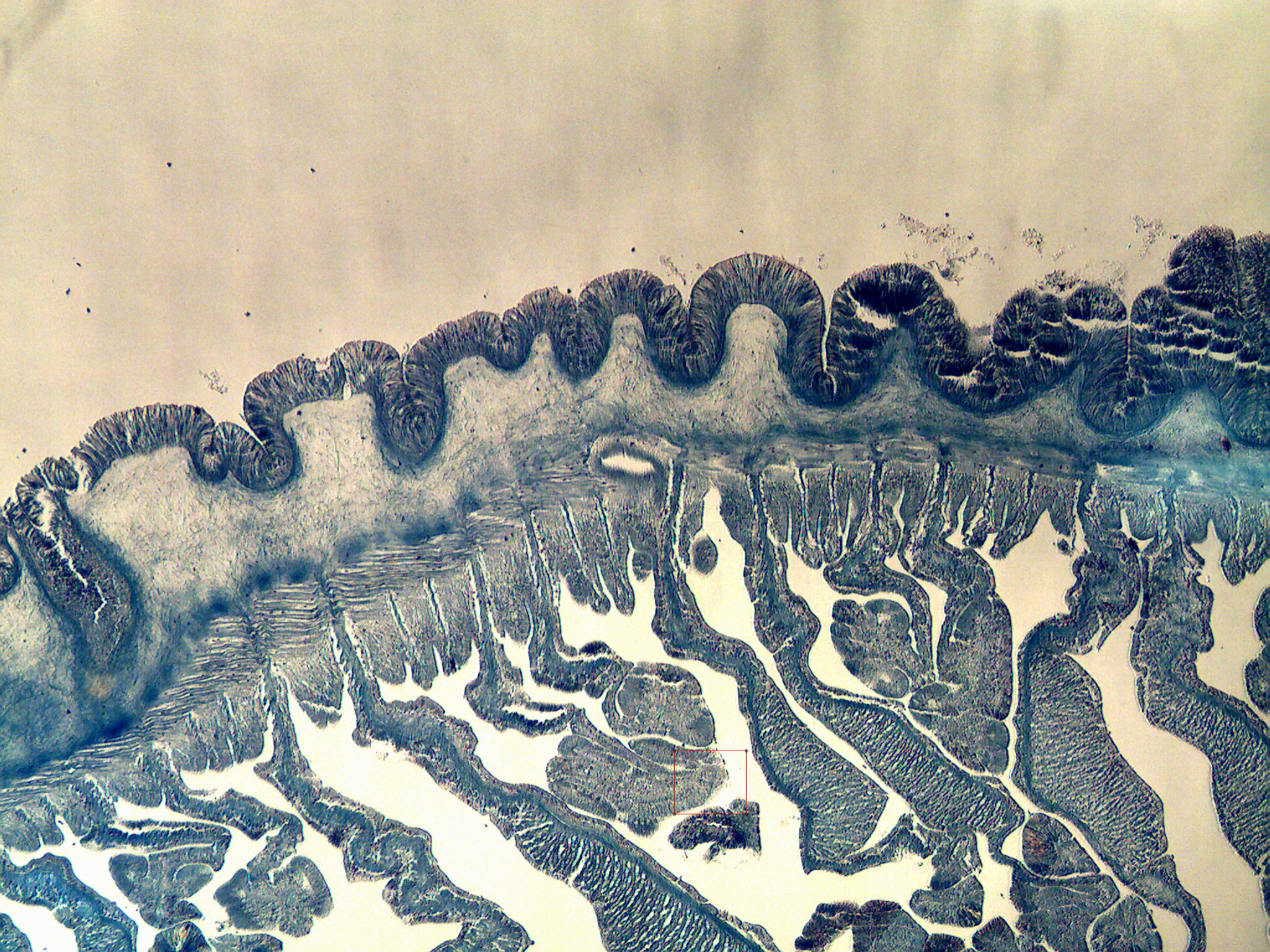
Příčný řez sasankou rodu Metridium, s epidermis v horní části snímku

Ektoderm žahavců dává vzniknout jednovrstevné epidermis. Podobně jako v případě gastrodermis, i buňky povrchu těla plní funkci nejen krycí, ale i svalové soustavy, a je lépe je popisovat jako tzv. epiteliomuskulární buňky: nesou zploštělé stažitelné výběžky myonemy, jež se navzájem propojují do podélných, případně i okružních svalových vrstev. Zatímco polypi se vyznačují jen hladkým svalstvem, u medúz lze pozorovat i svaly podobné příčně-pruhovanému svalstvu dvoustranně souměrných, ovšem bez některých klíčových komponent (titin a troponin). Svalové buňky mohou existovat i samostatně, jako se tomu děje u kladu Endocnidozoa. Nezmar jeseteří má např. všechny svalové buňky zcela nezávislé na epitelu, u výtrusenky rodu Buddenbrockia se po celé délce těla zase táhnou čtyři nezávislé bloky podélného svalstva. Někteří autoři díky tomu spekulují, zda se neodvozují z mezodermu. Svalové buňky oddělené od epitelu má též čtyřhranka rodu Carybdea, provazcovité svaly lze pak často pozorovat například i u sasanek.

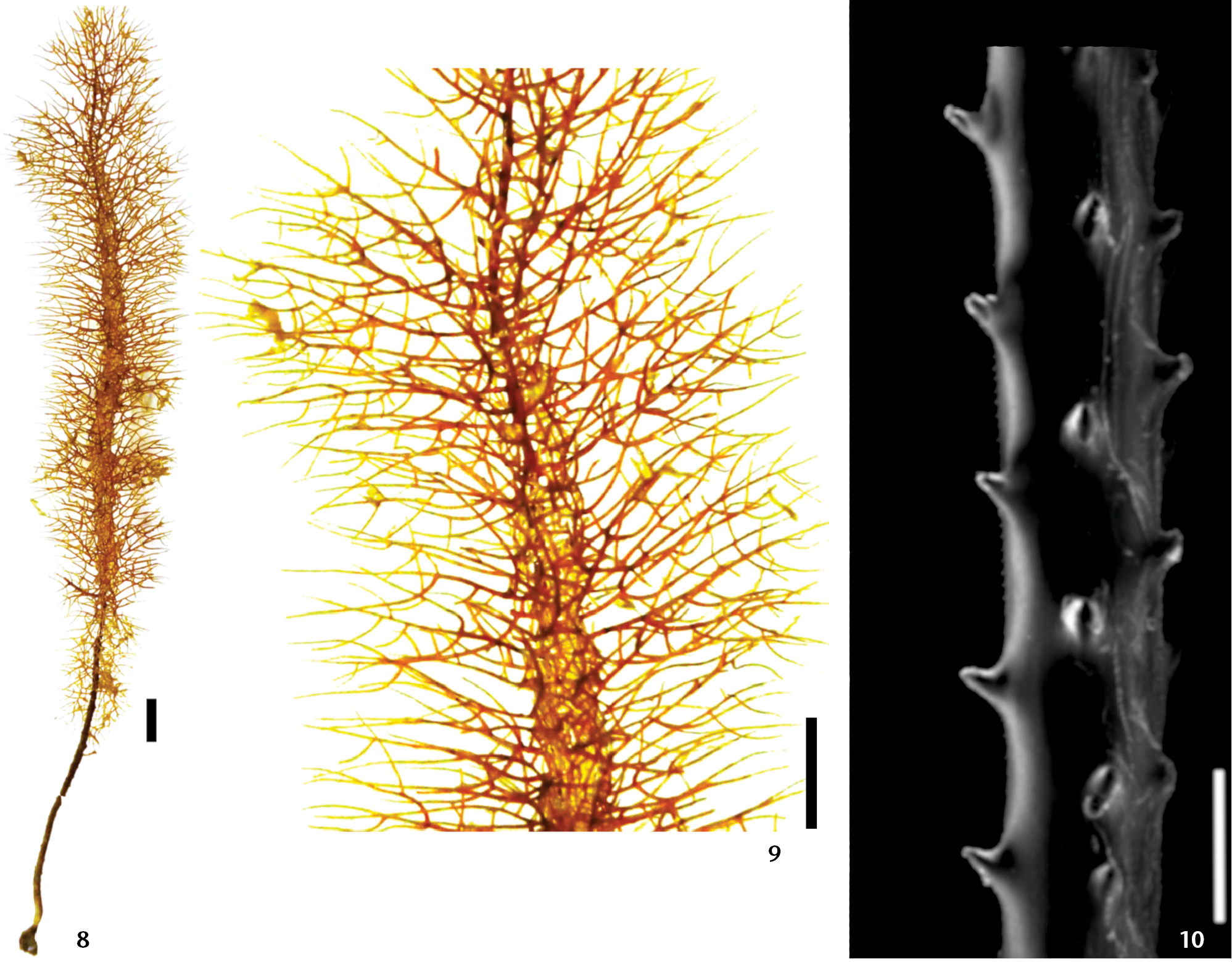
Vzorek trnatce včetně jeho vnitřní kostry

Mezi oběma vrstvami epitelů se nachází mezibuněčná hmota nazývaná mezoglea, kterou tvoří laminin, fibronektin a kolagen typu IV. Téměř u všech žahavců, s výjimkou polypů medúzovců a polypovců, bývá mezoglea relativně silná, strukturou rosolovitá až jakoby chrupavčitá, histologicky se každopádně liší od mezodermu dvoustranně souměrných. Prostřednictvím hemidesmozomálních spojů se sem ukotvují epiteliální buňky a pronikají sem také různé buňky původem z obou zárodečných listů, funkčně rozrůzněné zejména u korálnatců. U nich se podílejí např. na vzniku skeletárních struktur.
Tělo žahavců totiž může být různě vyztuženo. Většina mořských polypovců například skrze epidermis vylučuje proteinově-chitinovou vnější kostru nazývanou perisark, která kryje jejich kolonie. Také sasanky mohou žít v chitinových trubicích, někdy dokonce spirálovitě zatočených. Nejznámější je však právě tvorba skeletů, které produkují koráli. Pro šestičetné korály ze skupiny větevníků (Scleractinia) je charakteristická tvorba rozmanitých skeletů z uhličitanu vápenatého, které vylučují buňkami ektodermu pod nožním terčem. Běžně se označují jako vnější skelety, ačkoli by se daly považovat i za kostry vnitřní; tvoří je živá slupka na mrtvé mase prázdných vápencových schránek. Pravé vnitřní kostry si vytvářejí osmičetní korálnatci, vyztužení osovou tyčinkou z proteinů a mukopolysacharidů (tzv. gorgoninů), ale často i malými vápenatými destičkami různých barev a tvarů, někdy srůstajícími (jako u rodu Corallium). Vnitřní kostru si vytvářejí také šestičetní koráli trnatci: je velmi tvrdá, ale pružná, s trny na povrchu, svým zbarvením černá. Spousta korálů však pevnou kostru nemá, například laločnice (Alcyonium) schopná naplnit nosný polyp vodou a vztyčit tak celou kolonii. Vyjma korálnatců na druhou stranu vápenatý exoskelet produkují i polypovci z čeledí pakorálovití (Stylasteridae) a žahavkovití (Milleporidae).

#### Žahavé buňky a jedy

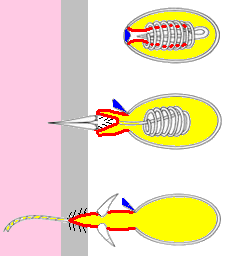
Vymrštění žahavé buňky

Žahavé buňky jsou nejdůležitější sdílený odvozený znak žahavců. Prekurzor žahavých buněk se označuje jako knidoblast a vzniká z kmenových buněk epidermis, případně gastrodermis, které se označují jako I-buňky. Jsou vmezeřeny v epitelové tkáni, pro vývoj v knidocyty vyžadují přítomnost specifických transkripčních faktorů, jako je PaxA. Postupné zrání knidoblastu v knidocyt se pojí s vytvořením vymrštitelné knidy, jedné z největších a stavbou nejkomplikovanějších vnitrobuněčných struktur, vznikající činností Golgiho aparátu. Knidy jsou váčkovité struktury se stěnami tvořenými proteiny podobnými kolagenu. V sobě mají vchlípeno dlouhé duté vlákno, které se vychlipuje při specifickém podráždění přeměněného bičíku knidocilu. Pravý knidocil, jenž už ztratil vnitřní stavbu bičíku, se však objevuje jen u kladu Medusozoa (je bez přídatné centrioly i kořínku, s nepravidelně uspořádanými mikrotubuly a se dvěma kruhy mikroklků). Jejich žahavé buňky se také otevírají specializovaným víčkem – operkulem.
Žahavých buněk existuje řada morfologických typů, z nichž základní jsou tři. Klasické žahavé buňky neboli nematocysty vymršťují harpunovitý hrot, pomocí něhož injikují tzv. hypnotoxiny. Pro vyšší účinnost se takové žahavé buňky často sdružují do tzv. žahavých baterií, které se „vybíjejí“ společně. Vymrštění knidy probíhá rychlostí až 2 m/s, přičemž síla je vyvolána zrychlením až 40 000 g. Jiným typem žahavých buněk jsou spirocysty šestičetných korálnatců, které produkují lepivé sekrety a do cílového organismu nepronikají, ale lepí se na jeho povrch. Specializovaným typem žahavých buněk jsou pak psychocysty červnatců, které slouží výhradně k tvorbě obytné rourky. Čistě funkčně se v literatuře uvádí také dělení na žahavé penetranty, ovíjivé volventy a lepivé glutinanty. Pro každou žahavou buňku ale platí, že může být použita pouze jednou. Za specializované žahavé buňky jsou pokládány i tzv. pólové váčky (polaroplasty) výtrusenek. Pólové vlákno z nich vymršťované plní adhezivní funkci.
Hypnotoxiny produkované nematocystami jsou jen souhrnným označením pro širokou paletu jedů fenolo-proteinové povahy. U některých jde o enzymy způsobující prostou lipolýzu a proteolýzu, u některých o neurotoxiny ovlivňující iontové kanály buněk, další vytvářejí póry v buněčné membráně, pomocí kterých naruší osmotickou rovnováhu buněk. Účinkem některých jedů může být také vyplavení vazodilatačních látek, jako je histamin nebo serotonin. Vyjma hypnotoxinů žahavých buněk mohou někteří žahavci produkovat různé metabolity, charakteristické pro osmičetné korálnatce bez nematocyst.

### Pohyb

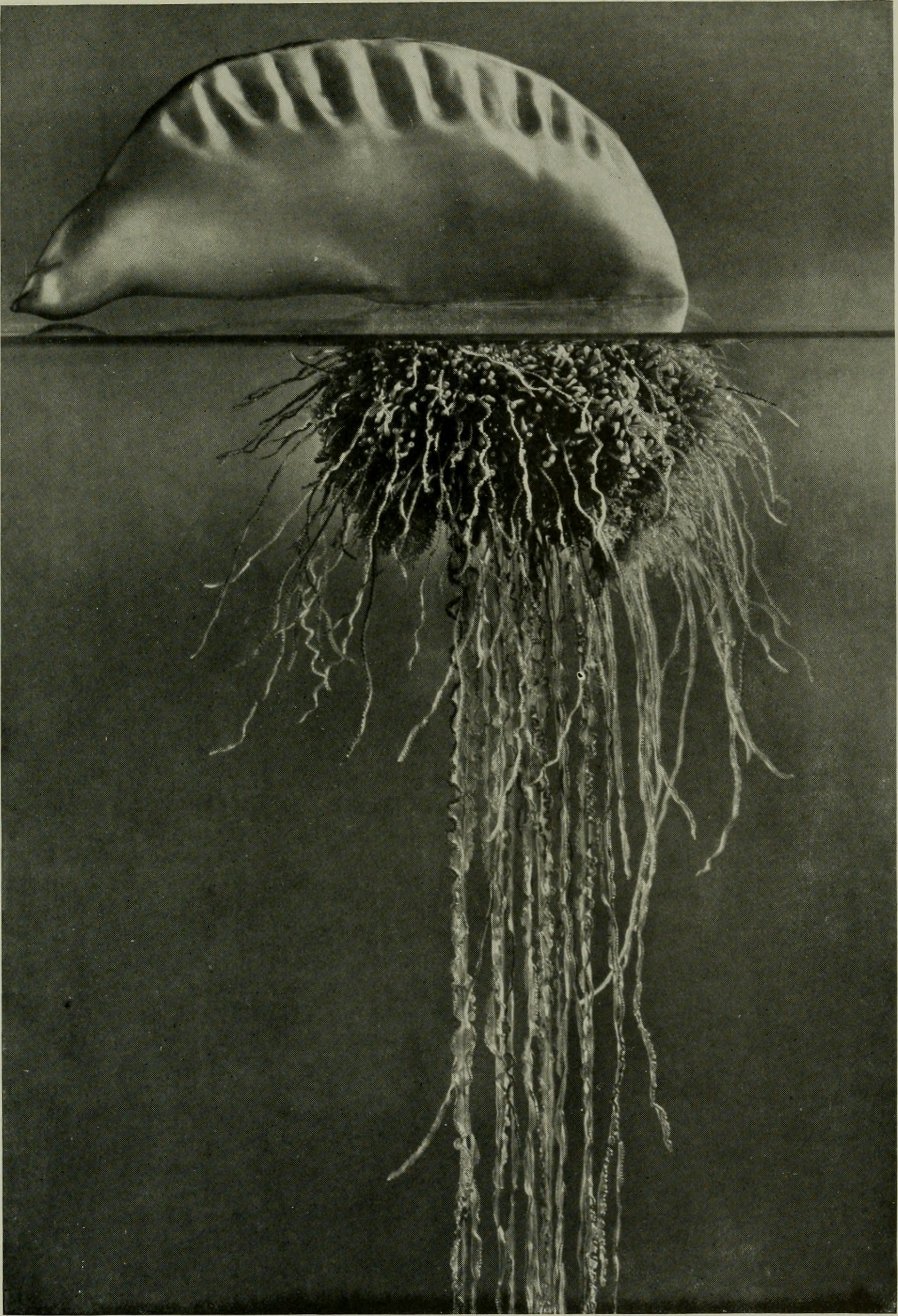
Pneumatofor měchýřovky slouží jako plachta pro šíření větrem

Oporu žahavcům poskytuje epiteliomuskulární tkáň společně s láčkou, která plní roli hydrostatického skeletu; nasáváním různých objemů vody může poskytovat různou úroveň opory. Polypi bývají obecně spíše přisedlí, s osvalenými chapadly a ústním terčem a zejména gastrodermálními svaly, které v případě potřeby zajišťují zatažení celého polypu. Sasanky, jež mají s podélnými stahovači po stranách přepážek a svěrači z okružní svaloviny nejsložitější osvalení mezi korálnatci, zatahují chapadla i ústní terč, který zakrývají horním okrajem sloupce těla. Touto schopností se liší od povrchně podobných červnatců, již si zase hloubí rourky v sedimentu. Řada polypů se však dovede i aktivně přesouvat z místa, typicky pomocí svalstva nožního terče. Nezmaři rodu Hydra provádějí dokonce jakési přemety, při nichž se terénu střídavě uchycují chapadélky a nožním terčem. Na nová místa se snad přesouvají i vznášením u hladiny díky vzduchovým kapsám u nožního terče. Podobné chování vykazují i sasanky, z toho druhy z čeledi Minyadidae tak dokonce tráví celý život. Jiné sasanky dokážou aktivně plavat pomocí ohybu těla, resp. chapadel (např. rody Actinostola, Stomphia, resp. Boloceroides), druh Liponema brevicorne pak ze svého těla vytvoří kuličku unášenou prouděním vody po dně.
Stádium medúzy nemívá tak mocné gastrodermální svaly jako polypová stádia. Medúzy se při pohybu spoléhají na okružní vrstvy tzv. koronálních svalů, které se nacházejí na okraji zvonu a na povrchu subumbrelly. Větší medúzy se zploštělým tělem, kam lze zařadit pravé medúzovce nebo čeleď polypovců Narcomedusae, se pohybují spíše slabšími stahy okraje zvonu – na druhou stranu plavou prakticky nepřetržitě. Jiné, jako čtyřhranky nebo polypovci ze skupiny Anthomedusae a Trachymedusae, mají menší zvon vhodný k tryskovému pohonu. Právě u medúz pohybujících se tryskovým pohonem se objevuje velum či velárium, které shodně zmenšují otvor v subumbrelle. Vzácnější bentické medúzy se po dně pohybují pomocí přísavek na chapadlech, příkladem budiž hydromedúzy Eleutheria a Gonionemus. Některé medúzy na dně odpočívají, například u polypovců Craspedacusta a Limnocnida.
Zajímavý způsob pohybu se objevuje u trubýšů, kteří kombinují přítomnost medúzových zooidů nektoforů a chitinového měchýře pneumatoforu. Pneumatofor slouží jako plovák a pomocí plynové žlázy produkuje plyny udržující celou kolonii v určité hloubce. Měchýřovka portugalská (Physalia physalis) má svůj plovák naplněný oxidem uhelnatým nad hladinou jako plachtu a nechává se unášet větrem.

### Nervová soustava a smysly

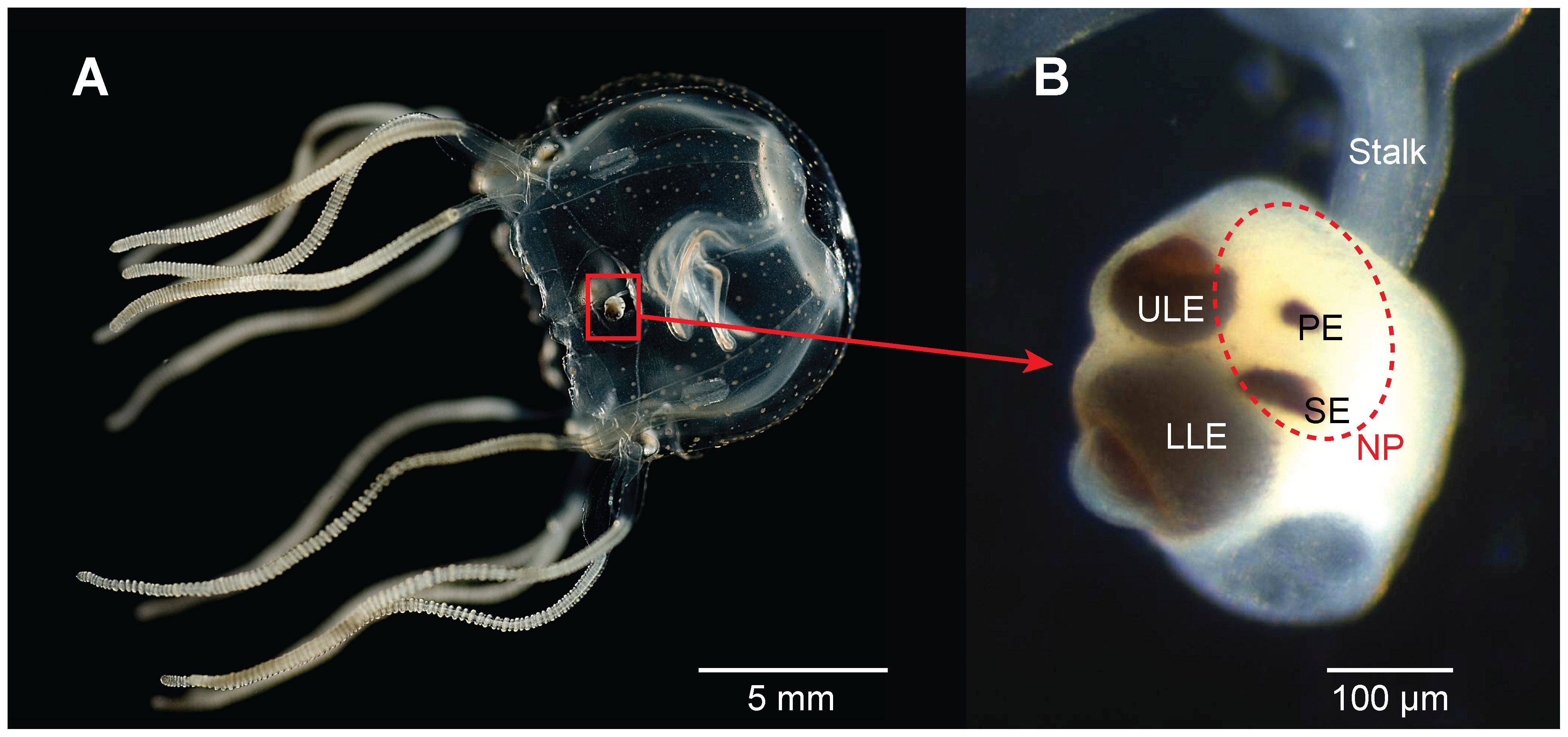
Detailní snímek rhopalia čtyřhranky trojité (Tripedalia cystophora), na němž lze pozorovat šest očí čtyř morfologických typů (komorové oči s čočkou jsou značeny LLE, resp. ULE)

Nervový systém žahavců je asociován s epitelovou tkání, a to jak v ektodermálně, tak v entodermálně odvozené vrstvě. Uvádí se, že jde o soustavu rozptýlenou neboli difuzní, neboť žahavci jakožto radiálně souměrní živočichové přijímají podněty ze všech stran. Ve skutečnosti však lze u žahavců pozorovat nikoli jedinou síť, ale spíše několik nezávislých nervových sítí, skrze nichž realizují specifické vzorce chování. Lze u nich dokonce pozorovat jistou úroveň centralizace nervové soustavy, například u hydromedúz se většina nervové sítě lokalizuje ve dvou prstencích podél okraje zvonu, z nichž vycházejí vlákna inervující zbytek těla. Centralizaci však nelze zaměňovat s cefalizací, tedy soustředění nervové soustavy do „hlavové“ části těla, u žahavců neexistující. Většina neuronů a synapsí žahavců vede signály obousměrně (bipolární a multipolární neurony), menšina umožňuje pomalejší vedení jedním směrem. U některých žahavců se na vedení signálu podílejí i spoje mezi epiteliálními buňkami. Neurony žahavců se mohou někdy spojovat do soubuněčných struktur – neurosyncytií. Jako nervové přenašeče žahavci využívají například RFamidy a serotonin, nikoli acetylcholin pozorovaný u žebernatek a dvoustranně souměrných. Acetylcholin však dokážou produkovat.

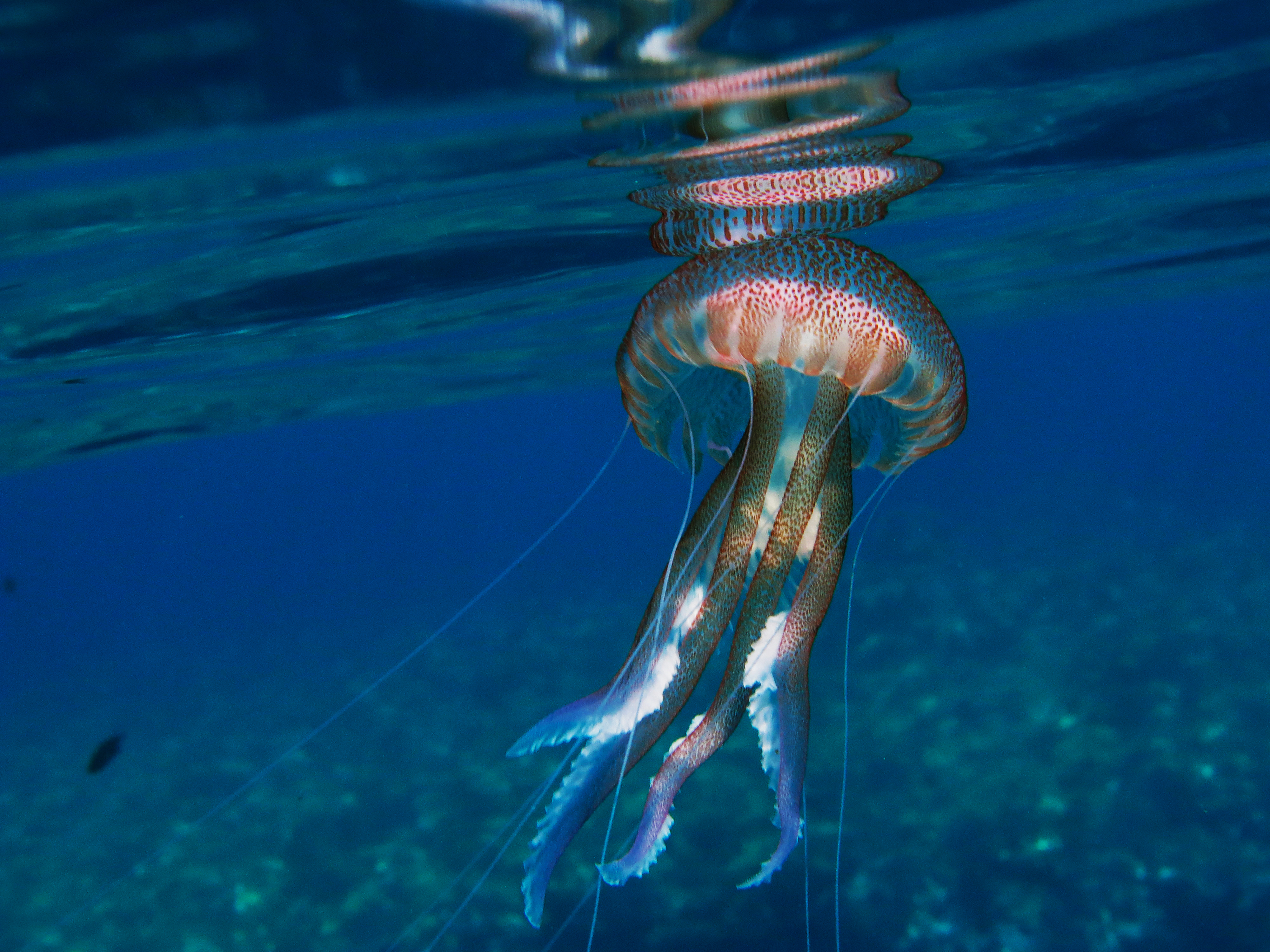
Talířovka svítivá (Pelagia noctiluca)

Senzorické struktury polypů se omezují na různé vláskové struktury na buňkách, většinou přímo nenapojenými na nervové sítě. Slouží jako mechanoreceptory a zřejmě i chemoreceptory, na přítomnost různých sacharidů a aminů reagují koneckonců i žahavé buňky. Pohyblivá medúzová stádia mají vyjma výše uvedených smyslů i smysl statokinetický a optický. Dochází zde dokonce k centralizaci smyslových orgánů do tzv. rhopalií, smyslových center na okraji umbrelly.
Statokinetický smysl medúz zajišťují orgány statocysty. U čtyřhranek a medúzovců se v nich nachází jedno (čtyřhranky) či více (medúzovci) zrníček hemihydrátu síranu vápenatého, která slouží jako statolity. Jde o jediné pevné anorganické struktury ve zvonu medúzy. Polypovci mají statolity tvořené fosforečnany. Velké rozmanitosti u medúz však dosahují fotosenzorické orgány. Některé medúzy jsou fotosenzitivní, aniž by měly oči, u jiných se objevují jednodušší či složitější oči, od jednoduché ektodermální vrstvy se senzorickými a pigmentovými buňkami přes zahloubené jamkovité oči s pigmentovou vrstvou až po oči s pigmentovanou sítnicí a strukturami podobnými čočce nebo rohovce. Praví medúzovci mívají relativně jednoduché fotosenzorické orgány, naproti tomu největší složitosti dosahují oči u čtyřhranek. Ty mají čtyři rhopalia, z nichž každé zahrnuje vyjma dalších smyslových orgánů i šest očí čtyř různých typů, včetně dvou složitých komorových očí s rohovkou, čočkou a sítnicí. Komorové oko čtyřhranky dokonce vykazuje určité paralely s komorovým okem obratlovčím, včetně syntézy melaninu.
Zajímavou schopností žahavců je bioluminiscence, zaznamenaná u všech jejich tříd s výjimkou čtyřhranek a kalichovek. Všichni žahavci přičemž nevyužívají striktně reakci založenou na luciferinu; například pohárovka Aequorea světélkuje prostřednictvím Ca-závislých bílkovin aequorinů. Světélkování se u některých druhů šíří ve vlnách přes celé tělo, respektive kolonii.

### Rozmnožování
Tato kapitola pojednává o rozmnožování a životních cyklech volně žijících žahavců. O životních cyklech parazitických žahavců pojednává kapitola #Žahavci jako paraziti. Související informace najdete také v článcích Výtrusenky a Kaviárovky.

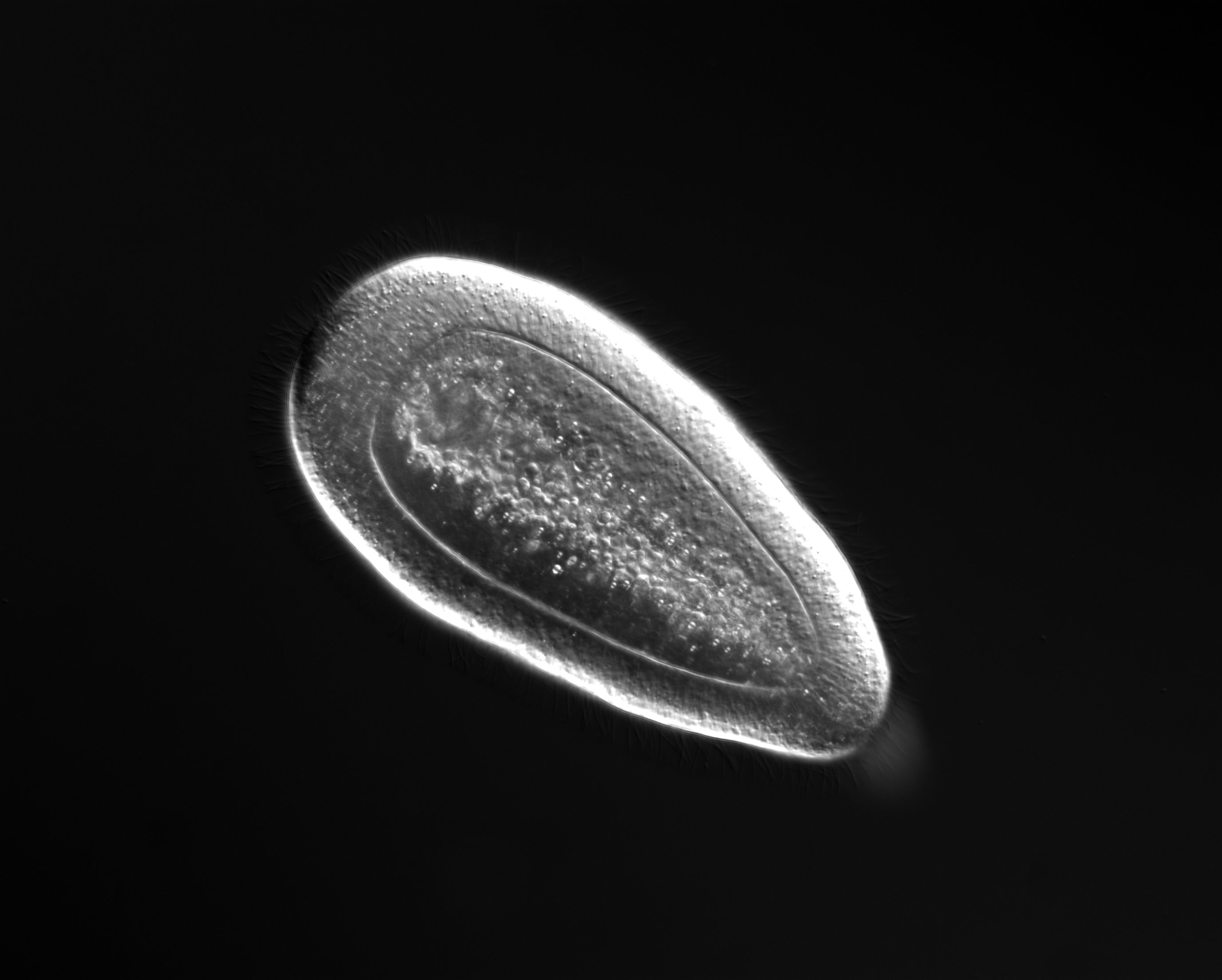
Planula nezmara pohárovky polokulovité (Clytia hemisphaerica)

Žahavci mohou být gonochoristy i hermafrodity, obojetnými jsou např. četní větevníci nebo trubýši řádu Calycophorae. Hermafroditické kolonie mohou mít gonochoristické jednotlivé polypy, mezi medúzovci lze najít zase sekvenční hermafrodity. Vajíčka a spermie žahavců se diferencují z buněk ektodermální (polypovci) nebo entodermální vrstvy (zbylé třídy). Jejich spermie mají jednoduchou stavbu a akrozom jim nahrazují akrozomální váčky. Vajíčka zřejmě nesou od začátku základní poziční informaci, k oplodnění dochází v oblasti blastoporálního pólu vajíčka. V oblasti blastoporálního pólu lze také u žahavců najít polární tělíska, u většiny dvoustranně souměrných umístěných na pólu protilehlém, a začíná zde také rýhování zygoty. Rýhování je úplné, u některých polypovců se objevují plazmodiální struktury. Výsledná coeloblastula prochází různými gastrulačními pohyby. Podle jedné hypotézy může nicméně docházet i k tzv. sekundární gastrulaci, při níž dávají buňky ektodermu vzniknout sekundárnímu entodermu – šlo by o jediný případ živočichů, kteří by během normálního vývoje získali entoderm dvakrát. Výsledkem vývoje je každopádně protáhlá a obrvená larva planula, často s vrcholovým chomáčkem brv. Planuly některých žahavců využívají zásobní látky, u jiných přijímají potravu. V případě čtyřhranek má planula 10–15 jednoduchých oček (ocelli) v podobě jednotlivých fotoreceptorových buněk – jde o jeden z nejjednodušších zrakových systémů mezi živočichy. Zajímavostí je, že žahavci někdy dokážou svůj larvální vývoj zvrátit, touto tzv. reverzibilní metamorfózou jsou taktéž výjimkou mezi živočichy.
Vyjma pohlavního rozmnožování zahrnují životní cykly žahavců i různé způsoby rozmnožování nepohlavního. S ním se pojí i značná regenerační schopnost, zprostředkovaná kmenovými buňkami. V ohledu přestavby tkání (morfalaxe) a ustanovení tělní osy jsou studováni zvláště nezmaři rodu Hydra, u nichž poziční informaci zajišťuje Wnt signalizace.

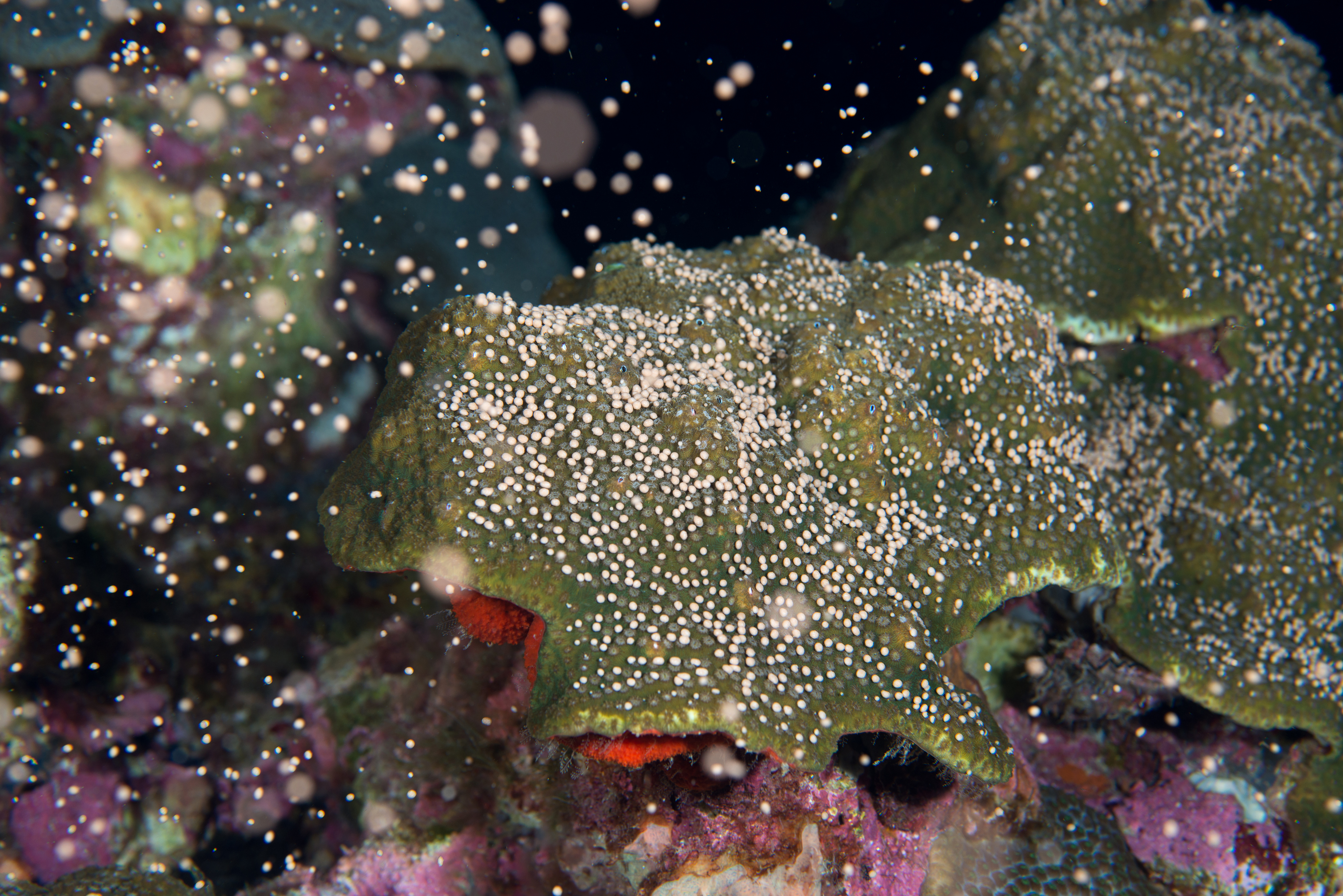
Korál vypouštějící pohlavní buňky

Životní cykly zůstávají u jednotlivých skupin žahavců velmi rozmanité, a to již u bazální skupiny korálnatců. Pohlavní buňky mohou korálnatci jednoduše uvolnit do vody z láčky, s následným oplozením volně ve vodě – známá je synchronizace takového chování korálů podle lunárních cyklů, dokonce i mezi různými druhy (častá je pak i hybridizace). Planula se často vyvíjí v planktonu, v rámci nějž se šíří i na jiná stanoviště a v krajních případech ve vodě tráví i týdny či měsíce. Následně přisedá svým aborálním koncem k podkladu a tehdy již může mít některá chapadla, rudimentární hltan a přepážky v láčce. Výjimkou však u korálnatců není ani vnitřní oplození a následně vypuzení larev z tělní dutiny, případně vývoj larev na povrchu těla. Například osmičetní korálnatci Briareum nebo Alcyonium chovají své larvy v hlenovém pouzdře na těle, dendrofyla kalifornská (Balanophyllia elegans) má za tímto účelem oddělené komory v láčce, sasanka Aulactinia incubans vypouští potomstvo pórem v každém chapadle a sasanka Cylista troglodytes dokonce zvyšuje reprodukční úspěch kopulací přes spojené nožní terče. Planuly se také nemusí vyvíjet v planktonu, objevují se i larvy bentické, které se od rodičovského korálu „odplazí“. Velmi časté je i nepohlavní rozmnožování, spočívající v podélném i příčném štěpení polypů, u sasanek i v odtržení částí nožního terče. Volně plavající sasanky z čeledi Boloceroididae si v láčkách z částí chapadel pěstují nové polypy, u rodu Anthopleura zase vznikají polypi z přepážek v láčce. U některých korálnatců se objevuje i partenogenetický vznik planulí.

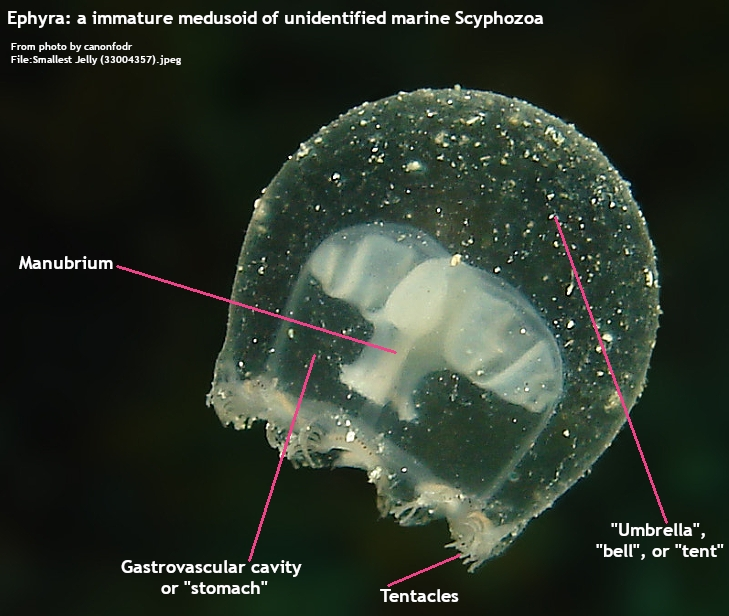
Efyra pocházející od nejistého druhu medúzovce

Celý vývojový cyklus zahrnující stádium polypa i medúzy se objevuje pouze u kladu Medusozoa. Medúza představuje pohlavní stádium dávající vznik planule, zatímco polyp nepohlavní stádium, z něhož se oddělují larvy vyvíjející se v nové medúzy, tzv. efyry. Toto idealizované schéma však bylo u řady zástupců modifikováno. Medúzovci mívají malý bentický polyp zvaný scyphistoma, skrze který v určitých obdobích roku odštěpují efyry procesem zvaným strobilace. Toto stádium však může být potlačeno či zcela ztraceno, jako u rodů Atolla, Pelagia nebo Periphylla. Stádium medúzy bylo potlačeno např. u rodů Nausithoe a Stephanoscyphistoma, nikdy však zcela nezaniklo. Spojení pohlavních buněk probíhá ve vodě nebo v gastrálních váčcích samice, někteří medúzovci planuly v těle přechovávají déle. Čtyřhranky oproti medúzovcům nestrobilují, ale jejich polyp metamorfuje v medúzu – jeho chapadla se mj. přetvářejí na smyslové orgány. Pohlavní rozmnožování některých čtyřhranek také probíhá řízeně, předáním spermatoforu ze strany samců. U kalichovek je rozmnožování jen málo probádáno, k oplození u nich dochází volně ve vodě a výsledkem je plazivá neobrvená planula dávající vznik tzv. mikrohydrule, z níž vzniká stauropolyp (někdy přes další plazivá stádia, tzv. frustuly). Stauropolyp dává metamorfózou vzniknout přisedlé medúze.

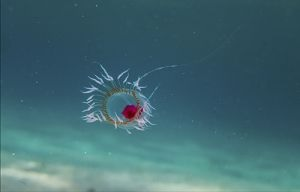
„Nesmrtelná“ medúza Turritopsis dohrnii

Zřejmě nejrozmanitější životní cykly lze pozorovat u třídy polypovců. Podobně jako u medúzovců, také u některých polypovců – konkrétně u řady zástupců skupiny Trachylina – došlo ke ztrátě polypového stádia. U mnoha dalších polypovců je naopak potlačeno stádium medúzy, kdy je buď pouze krátkověké a sloužící výhradně k rozmnožování jako u žahavkovitých, přichycené ke kolonii polypů jako u pohárovky Lovenovy (Gonothyraea loveni), či dokonce zcela chybí jako u nezmarů rodu Hydra. Některé trachylinní medúzy či trubýši mají přímý vývoj bez larvy; planulu ztratili i všichni Aplanulata, kam opět patří slavní nezmaři Hydra. Různé způsoby pohlavního rozmnožování doplňují i četné variace zmíněného rozmnožování nepohlavního, z nichž lze zmínit ještě např. pučení polypů, jímž také dochází ke vzniku diferencovaných kolonií. Polypi medúzky sladkovodní (Craspedacusta sowerbii) odškrcují vyjma medúz i pohyblivé larvy frustuly, které se mohou pomocí foréze šířit do dalších vod. Pučením či štěpením se vyjma polypů mohou množit i medúzová stádia; medúza Turritopsis dohrnii se pak dokáže dokonce vrátit zpět do stádia klonálně se množícího polypa, a díky této schopnosti se jí říká „nesmrtelná“.

## Evoluce

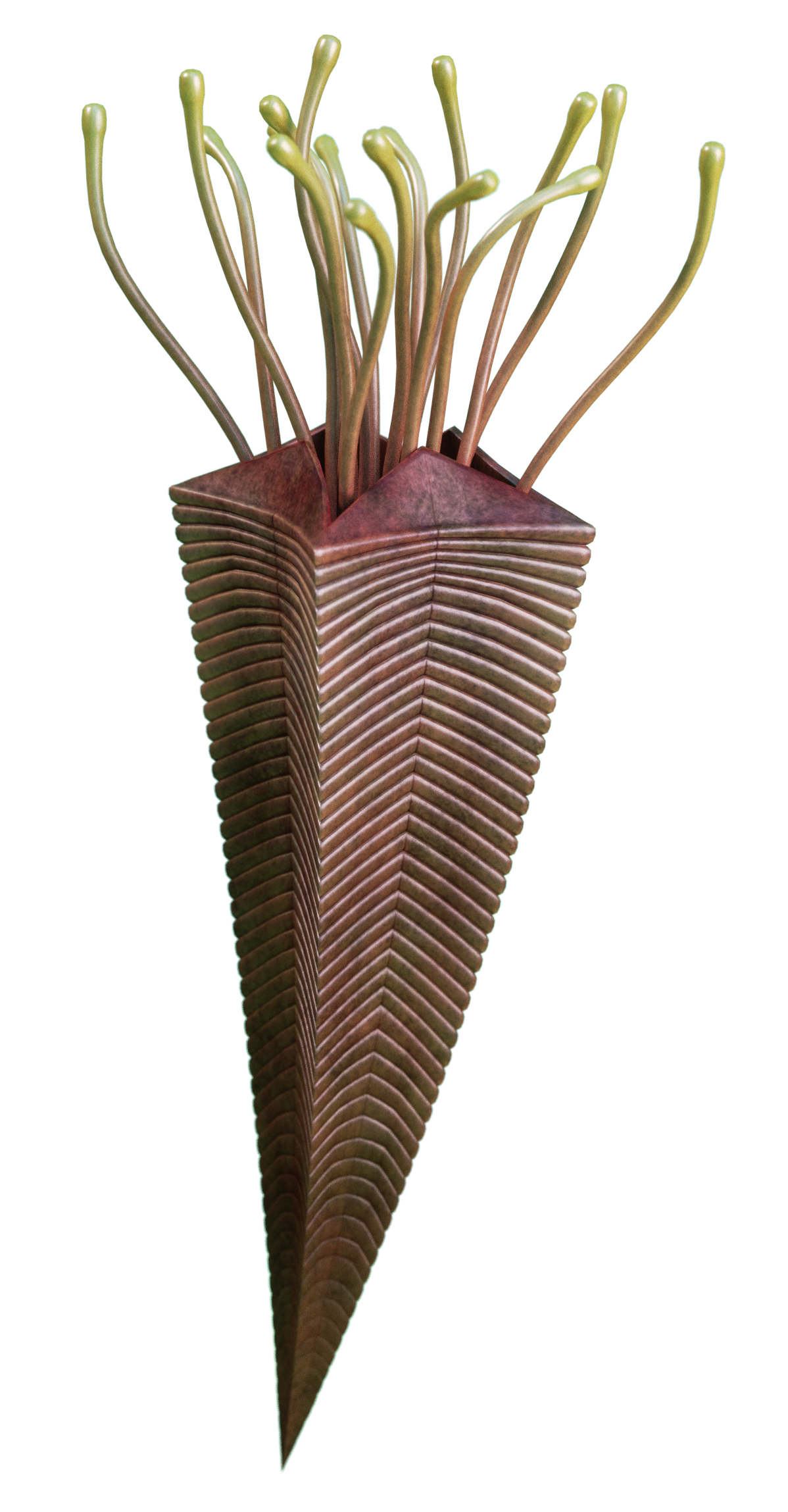
Rekonstrukce konulárie

Odhady založené na molekulárních hodinách kladou původ žahavců a základní rozkol jejich linií ještě do proterozoika. Řada fosilií žahavců také předchází kambrické explozi. Z možných žahavčích zástupců této takzvané ediakarské fauny lze zmínit zejména druh Paraconularia ediacara, jenž byl identifikován jakožto zástupce konulárií, skupiny vyhynulých žahavců (zřejmě medúzovců), jejíž polypi se jinak objevují ve fosilním záznamu od svrchního kambria do svrchního triasu. Příbuzným konulárií může být také ediakarský rod Corumbella. Rody Haootia a Mamsetia pro změnu mohou představovat ediakarské kalichovky. Z ediakary pochází i řada dalších nálezů s větší, menší či malou pravděpodobností spadající mezi žahavce, přičemž mezi nepravděpodobné kandidáty patří i slavné ediakarské fosilie Dickinsonia nebo Charnia. Větší množství věrohodnějších nálezů poskytla teprve kambrijská naleziště, jako jsou burgesské a maotchienšanské břidlice. Již ze siluru pochází fosilní nálezy naznačující symbiózu žahavců spolu s mechovci.
Korálnatci ve fosilním záznamu žahavců začínají převládat teprve po tzv. „Great Ordovician Biodiversification Event“, kdy se mj. objevily jejich skupiny Tabulata a Rugosa, přežívající až do drastického vymírání na konci permu. V mezozoiku je nahradili útesotvorní větevníci, objevivší se náhle ve středním triasu (přežívali mezitím bez vápenaté kostry, a proto chybí ve fosilním záznamu?). Ačkoli je pro současné korály charakteristická přítomnost symbiotických zooxantel, fotosymbionty zřejmě hostili již někteří zástupci skupiny Rugosa ze středního devonu.
Jak již bylo zmíněno, žahavci jsou nejbližšími příbuznými s vločkovci a dvoustranně souměrnými. Není však zcela jisté, zda se dvoustranná symetrie objevila teprve u dvoustranně souměrných; výzkumy aktivity genů podílejících se na ontogenetickém vývoji mohou nasvědčovat existenci bilaterální symetrie už u společného předka dvoustranně souměrných a žahavců. Tzv. biradialita korálnatců, jako jsou sasanky, by v takovém případě mohla představovat rudimentární formu bilaterality. Vzhled společného předka žahavců každopádně nelze odvozovat od vícečetné radiality pozorované u velmi známých a populárních, leč vysoce odvozených nezmarů.

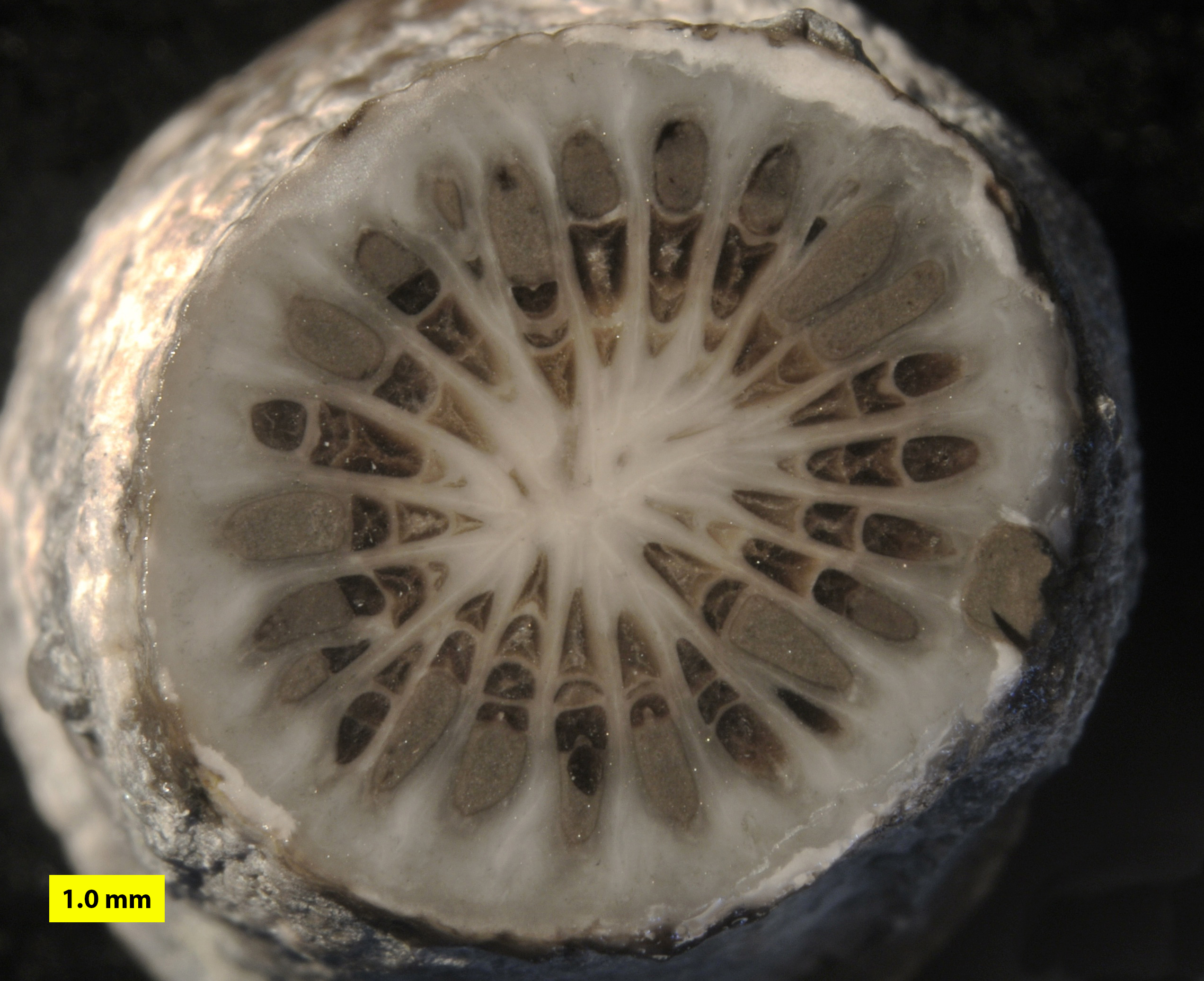
Příčný řez prvohorním korálem Stereolasma ze třídy Rugosa

Jednou z palčivých otázek evoluce žahavců je, zda jejich poslední společný předek měl podobu medúzy, anebo polypu. Molekulárně-fylogenetická data nepřináší uspokojivou odpověď, sesterský vztah korálnatců vůči všem ostatním žahavcům může ukazovat jak na existenci předka podobného polypu korálnatce a vznik stádia medúzy u Medusozoa, tak na ztrátu medúzového stádia u korálnatců a jeho zachování u Medusozoa. Pro medúzovou hypotézu svědčí, že jde o pohlavní stádium; pro polypovou hypotézu zase to, že korálnatci jsou v mnohých ohledech primitivnější než Medusozoa, na molekulární úrovni si např. zachovávají pro živočichy charakteristickou kruhovou mtDNA, zatímco Medusozoa mají mtDNA lineární. První medúzová stádia také byla spíše přisedlá než pelagická. Podle některých hypotéz mohly okružní svaly zajišťující pohyb medúz ve vodním sloupci původně pomáhat „dýchání“ (= cirkulaci vody) přisedlých polypů žijících v rourkách. Evoluci pelagických medúz snad ovlivňoval i chemismus oceánů, medúzy totiž vyžadují větší množství kyslíku než přisedlí polypi. Složení mořské vody mohlo zároveň ovlivňovat i tvorbu statolitů nutných pro orientaci ve vodním sloupci; např. u medúzovců a čtyřhranek je pro jejich vznik nutná přítomnost síranů, která taktéž závisí na obsahu kyslíku, s nárůstem jejich koncentrace v období svrchního prekambria a spodního kambria.
U žahavců lze identifikovat několik často konvergentních evolučních trendů, jako je kolonialita, tvorba vápenatých koster, symbiotické vztahy (a jejich ztráta) se zooxantelami, nezávislý vznik plachetky u polypovců a čtyřhranek nebo potlačení medúzového či polypového stádia u různých Medusozoa. U korálnatců zřejmě postupně docházelo ke zvětšování polypů, rozvoje svalstva i mezenchymálních struktur. Naproti tomu cestou extrémního zjednodušení ve spojitosti s parazitismem, tzv. sakulinizací, se vydaly parazitické výtrusenky, jak v komplexitě těla, tak na úrovni genomu: celkovou velikostí genomu i počtem genů (~ 5 500) leží na spodní hranici mezi všemi živočichy, včetně ztráty komponent signálních drah a transkripčních faktorů důležitých pro vývoj mnohobuněčnosti. Ačkoli dnes jsou nejznámější jako rybí parazité a sdílejí posledního společného předka s kaviárovkami, které parazitují v rybích vajíčcích, evolučně zřejmě předcházejí evoluci ryb.

## Ekologie

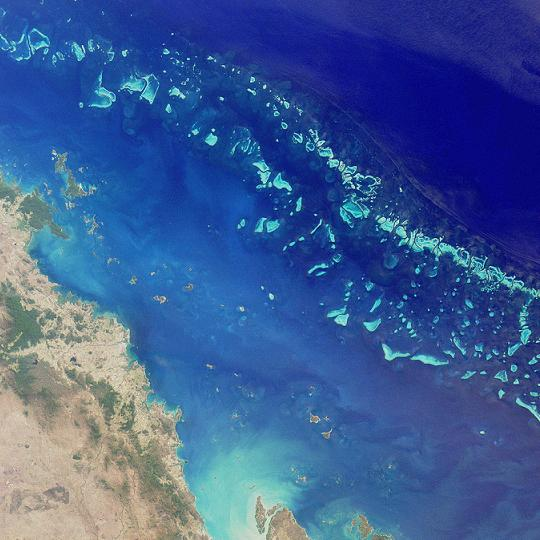
Velký bariérový útes tvořený korálnatci je patrný i na satelitním snímku

K roku 2020 bylo známo přes 12 300 druhů žahavců, relativně diverzifikovanou skupinou jsou přičemž i zjednodušené výtrusenky s více než 2 200 popsanými druhy. Areál výskytu je takřka celosvětový, většina vyšších taxonů žahavců má však výskyt omezený pouze na mořská prostředí: nepočítaje výtrusenky, do sladkých vod pronikli výhradně polypovci a kaviárovky. Biogeografii na druhové úrovni může komplikovat existence druhových komplexů. Například do konce 20. století byly obecně uznávány pouze dva druhy talířovek rodu Aurelia, ovšem nástup genetických metod umožnil identifikaci celé řady tzv. kryptických druhů.
Korálnatci jsou dominantní skupinou jak do množství biomasy, tak do počtu jedinců zejména v mělkých tropických vodách, kde se podílejí na vzniku korálových útesů a jakožto ekosystémoví inženýři touto činností vytvářejí jedny z druhově nejbohatších ekosystémů na světě, přirovnávaný svou biodiverzitou k tropickým deštným lesům. Stanoviště obývaná mořskými žahavci však bývají mnohem širší, někteří korálnatci žijí až do hloubek přesahujících 6 000 m, sasanky rodu Sagartiogeton se vyskytují i u hlubinných hydrotermálních průduchů či průsaků methanu. Rozličné hloubky obývají i zástupci medusozoí, například talířovky (Semaeostomeae) a kořenoústky (Rhizostomeae) bývají sice nejhojnější v epipelagické zóně s dostatkem světla a tím pádem i potravy, talířovka bájná (Stygiomedusa gigantea) či hydromedúzy však byly opět pozorovány v hlubokých vodách poblíž hlubinných průduchů. Přisedlá stádia žahavců se mohou uchytávat k různým povrchům, případně se zavrtávají do měkkých substrátů. Mezi polypovci z čeledi Rhopalonematidae se objevují miniaturní polypi (stádium medúzy bylo potlačeno), již žijí volně mezi zrnky písku.

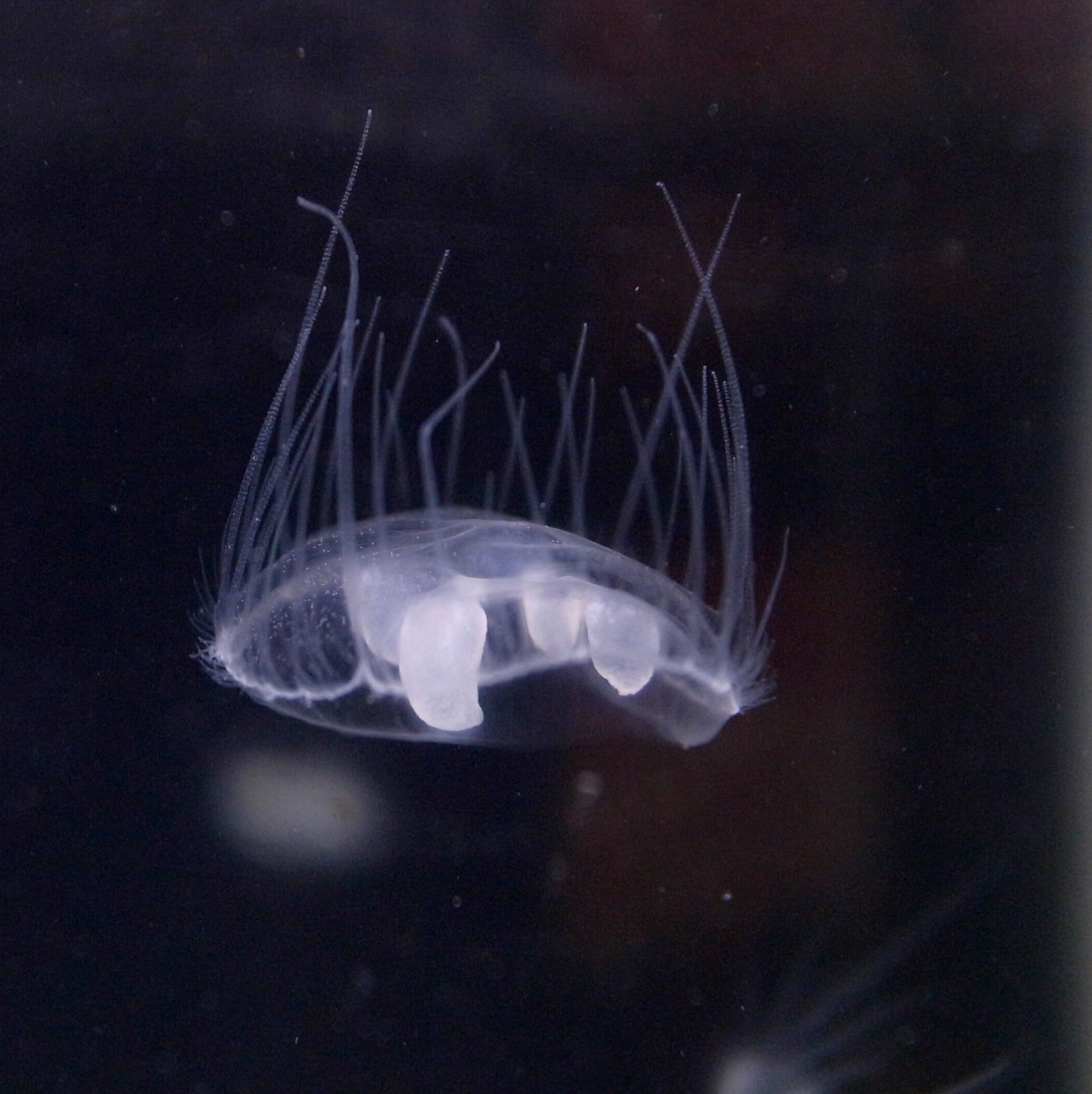
Medúzka sladkovodní byla z Číny zavlečena do celého světa

Rozmanitá stanoviště využívají i žahavci sladkovodní, od stojatých vod až po rychleji tekoucí potoky či řeky. Nezmaři hnědí (Hydra oligactis) z Hořejšího jezera a Loch Ness obývají hloubky i mezi 300–400 m. Relativně vzácné jsou nicméně druhy žijící ve sladkovodních a současně brakických stanovištích, příkladem takových žahavců budiž polypi rodu Cordylophora. Život ve sladkovodních stanovištích v mírných podmínkách zároveň přináší nutnost vyrovnat se s kolísající teplotou během roku. Například zmínění polypi rodu Cordylophora upadají na podzim do stádia dormance a krmné zooidy neboli hydranty vytvářejí opět až na jaře, kdy teploty dosáhnou 8–15 °C. Pro většinu sladkovodních žahavců jsou optimální teploty do 32–34 °C a pH mezi 7–8,5.
Žahavci obecně představují skupinu s invazním potenciálem; výhodu nad původními druhy jim může přinášet i způsob lovu založený na žahavých buňkách vylučujících toxiny. Do nových oblastí se žahavci mohou dostávat například s balastní vodou lodí, medúzka sladkovodní se z povodí řeky Jang-c’-ťiang rozšířila zřejmě s dováženými vodními rostlinami do evropských a amerických botanických zahrad, s následným dalším šířením možná spolu s vodními ptáky.

### Žahavci v potravních sítích

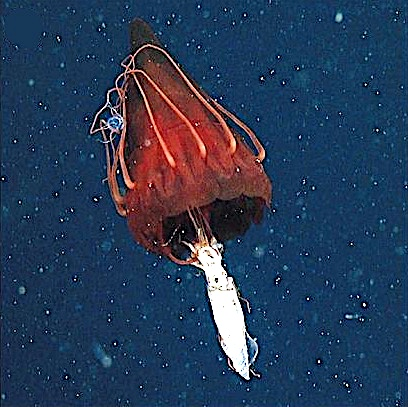
Korunovka listová (Periphylla periphylla) se zachycenou krakaticí z čeledi Gonatidae a malou narkomedúzkou rodu Aegina

Všichni žahavci se živí dravě (anebo paraziticky). Přisedlí polypi víceméně spoléhají na potravu, která se dostane do jejich blízkosti. Zachycují ji chapadly a případně vystaví žahavým buňkám. Polypi korálů však nezřídka produkují pouze hlen, kterým pokryjí kolonii a na němž ulpívají částečky potravy klesající vodním sloupcem. Ty následně pomocí řasinek nahánějí do ústního otvoru. Laločníci z chladných moří rodu Gersemia mohou získávat potravní částečky ze sedimentu, k němuž se ohýbají. Někteří koráli mohou absorbovat organické sloučeniny přímo povrchem těla. Naproti tomu relativně velkou kořist – včetně ryb – zabíjejí sasanky, jiná skupina korálnatců, korálovníci (Corallimorpharia), kořist dokonce někdy lapají přímo ústním diskem. Polypi rodu Cordylophora, ač sami relativně drobní, mohou přemoci larvy hmyzu dvakrát až třikrát větší, než je velikost samotného krmného zooidu; a z velkých larev, jež nedokážou pozřít, tito polypi jen extrahují hemolymfu. Někteří polypovci loví živočichy žijící v písku a bahně, jako jsou hlístice. Potravní návyky pelagických žahavců závisejí v případě medúz na tvaru jejich těla. Zploštělé medúzy se toulají vodou a lapají drobnější zooplankton: talířovka svítivá (Pelagia noctiluca) kořist paralyzuje rameny se žahavými buňkami na okraji zvonu a následně ji krmnými rameny přenáší do ústního otvoru. Naopak medúzy s protáhlým tělem – typicky čtyřhranky – loví aktivně pohyblivou kořist, velké čtyřhranky polknou i ryby o velikosti 20–50 cm.
Žahavci sami se stávají kořistí různých vodních živočichů. Medúzy představují například důležitou součást jídelníčku kožatek velkých (Dermochelys coriacea), ryba ploskozubec vysokočelý (Bolbometopon muricatum) se zase hojně krmí živými korály. Řada mořských živočichů konzumuje zmíněný korálový hlen, jenž obsahuje jak směs glykoproteinů, lipidů a mukopolysacharidů, tak kolonie bakterií a zachycené organické částečky. Zejména v případě sladkovodních žahavců však zůstává o jejich predátorech známo jen malé množství souhrnných informací. Zajímavým fenoménem spojeným s predací na žahavcích je využívání pozřených žahavých buněk k obraně samotným predátorem. Tyto tzv. kleptoknidy vystavují na svém těle zejména nahožábří plži, vyjma měkkýšů je využívají např. i žebernatky, ploštěnci či houbovci. Ploštěnka Microstomum caudatum za tímto účelem dokonce požírá nezmary, kteří mohou ulovit i ji samotnou. Pokud se jí však zadaří, získá od nezmara jeho žahavé buňky a může je využít k lovu sama.
Medúzy spolu se žebernatkami a salpami (Thaliacea) tvoří tzv. rosolovitý zooplankton, jenž někdy dosahuje značných abundancí. Zejména medúzovci mají tendenci extrémně se namnožit, taková situace se v angličtině označuje jako jellyfish bloom („medúzový vodní květ“). Roje se mohou táhnout i na vzdálenosti 200 km (uváděno u rodu Phacellophora). Jejich vznik ovlivňují faktory jako teplota, dostupnost potravy nebo salinita vody a je obtížně předvídatelný. Objektem výzkumu je, zda antropogenní vliv na mořské ekosystémy nevede k větší tvorbě medúzových rojů.

### Žahavci v symbiotických vztazích

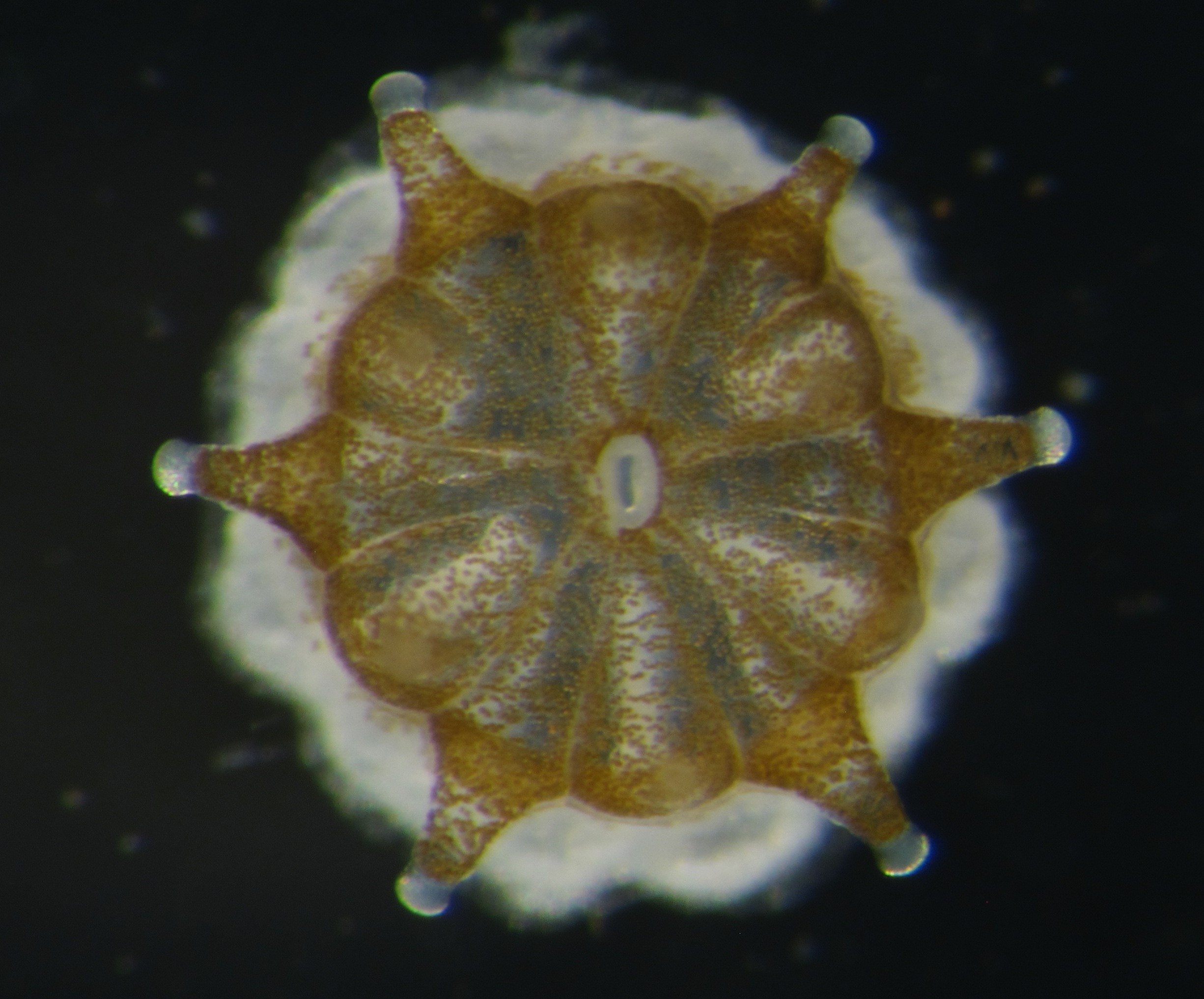
Polyp útesovníka purpurového (Leptastrea purpurea) se zooxantelami

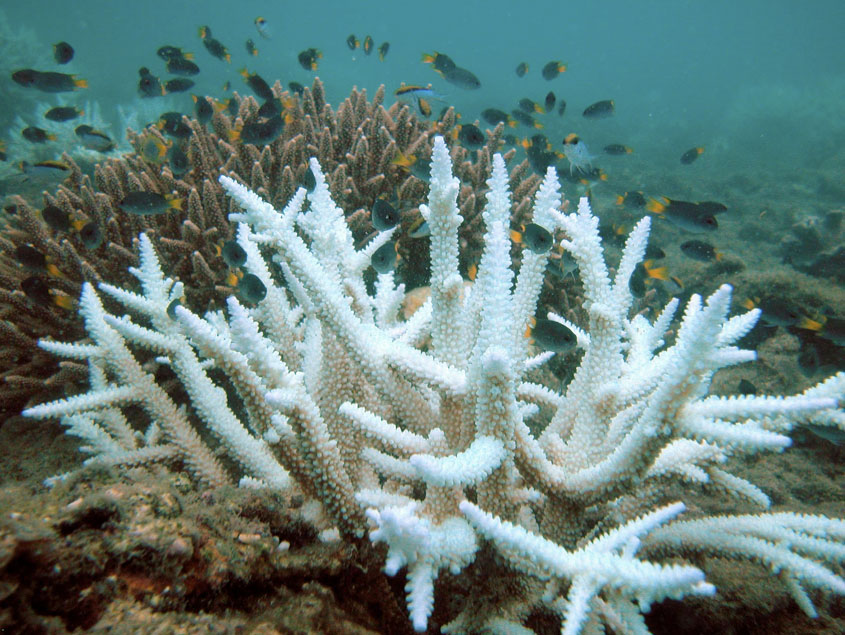
Vybělený korál s dalšími korály v pozadí

Pro žahavce jsou charakteristické zejména symbiózy s fotosyntetickými organismy. Jde o jeden z pěti živočišných kmenů, u něhož byly takové vztahy pozorovány (spolu s houbovci, ploštěnci, měkkýši a strunatci, konkrétně sumkami). Zvláště útesotvorní koráli využívají jednobuněčné řasy nazývané zooxantely (taxonomicky jde především o obrněnky), které obvykle schraňují v gastrodermis nebo epidermis. Zatímco korál poskytuje svému symbiontu dusík a fosfor a také obsahuje fotoprotektivní fluorescenční pigmenty, recipročně přijímá fotosyntetické asimiláty v podobě glycerolu, případně glukózy či alaninu. Obrněnky také zvyšují rychlost produkce uhličitanu vápenatého. Počet zooxantel může činit až 1–2 miliony/cm2 povrchu korálu a právě tito symbionti dávají mnohým korálům jejich barvu. V případě stresových podmínek mohou řasy uhynout, být svým hostitelem vypuzeny, či v omezené míře dokonce stráveny – experimentálně zejména omezením množství světla. Často diskutovaným ekologickým problémem je fenomén tzv. bělení korálových útesů v důsledku globálního oteplování, okyselování oceánů a také kvůli antropogennímu znečištění. Ačkoli koráli hypoteticky mohou získat odolnější typy zooxantel, tato adaptace nemusí být dostatečně rychlá v kontrastu s měnícími se podmínkami prostředí. Např. v případě Velkého bariérového útesu byl podíl útesů vybělených z alespoň 60 % více než čtyřikrát vyšší po epizodě z roku 2016 ve srovnání s epizodami v letech 1998 nebo 2002.
Fotosymbionty má i řada dalších žahavců. Nezmar zelený (Hydra viridissima), zastoupený i v české fauně, ve svém těle schraňuje jednobuněčné zelené řasy zoochlorely. Zoochlorely a zooxantely mají dále sasanky rodu Anthopleura ze severovýchodního pobřeží Tichého oceánu. Medúzovec rodu Cassiopea ze řádu kořenoústek též hostí zooxantely, které mu poskytují až 90 % živin, zatímco zooplankton pokrývá pouze zbývajících 10 % nároků. Aby tato kořenoústka poskytla svým symbiontům co nejvíc světla, atypicky lehává na substrátu zvonem dolů a natahuje chapadla směrem k hladině.

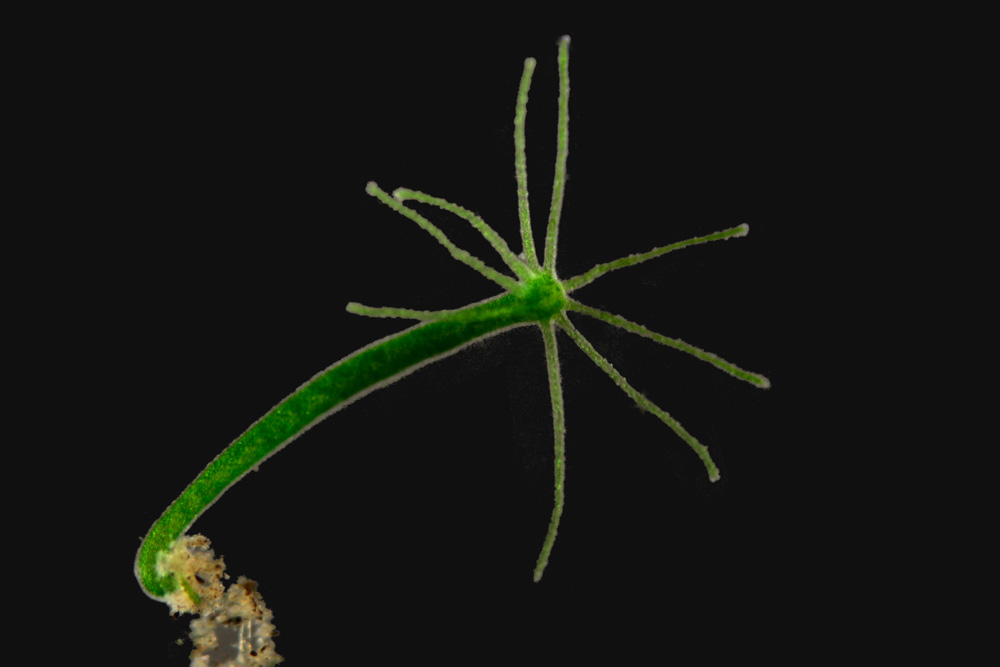
Nezmar zelený (Hydra viridissima)

Četné symbiotické vztahy uzavírají žahavci i s jinými druhy živočichů. Rozmanitou faunu hostí koráli, někdy druhově specifickou; například každá skupina korálů zřejmě hostí vlastní společenstvo mnohoštětinatců, z nichž nejpočetnější bývají zástupci čeledi Polynoidae, Syllidae a Serpulidae. Životu mezi nebezpečnými žahavými chapadly přivykly zase ryby klaun očkatý (Amphiprion ocellaris) nebo medúzovka Gronovova (Nomeus gronovii) žijící v sasankách, resp. v blízkosti měchýřovek. Velké množství symbiontů se objevuje mezi různými korýši, ať už jde o různonožce z podřádu Hyperiidea žijící na medúzách (ale i na jiném rosolovitém zooplanktonu), anebo krevetu Ancylocaris brevicarpalis žijící obligátně v sasankách. Obranu ze strany žahavců využívají i „raci poustevníčci“, kteří si chovají sasanky na svých schránkách a v případě výměny schránky je mohou i „přesazovat“; sasanka obranná (Adamsia palliata) však poustevníčkem obývanou schránku sama obroste, rozpustí a funkčně ji nahradí. Někteří žahavci prosperují společně s jinými přisedlými organismy. Například polypovci rodu Zanclea rostou společně s mechovci, brání je a společně mohou pokrýt větší plochu, než by každý z nich dokázal samostatně. Polypi medúzovce korunovky pobřežní (Nausithoe punctata) vrůstají do těl rohovitých houbovců a snad jim šetří metabolické zdroje spojené s výstavbou skeletu. Symbiotičtí žahavci mohou dokonce působit proti vnitřním parazitům svých hostitelů, jako nezmaři čeledi Eirenidae žijící v plášťové dutině měkkýšů a chránící je před larvami motolic.

Příklady dalších symbiotických vztahů žahavců
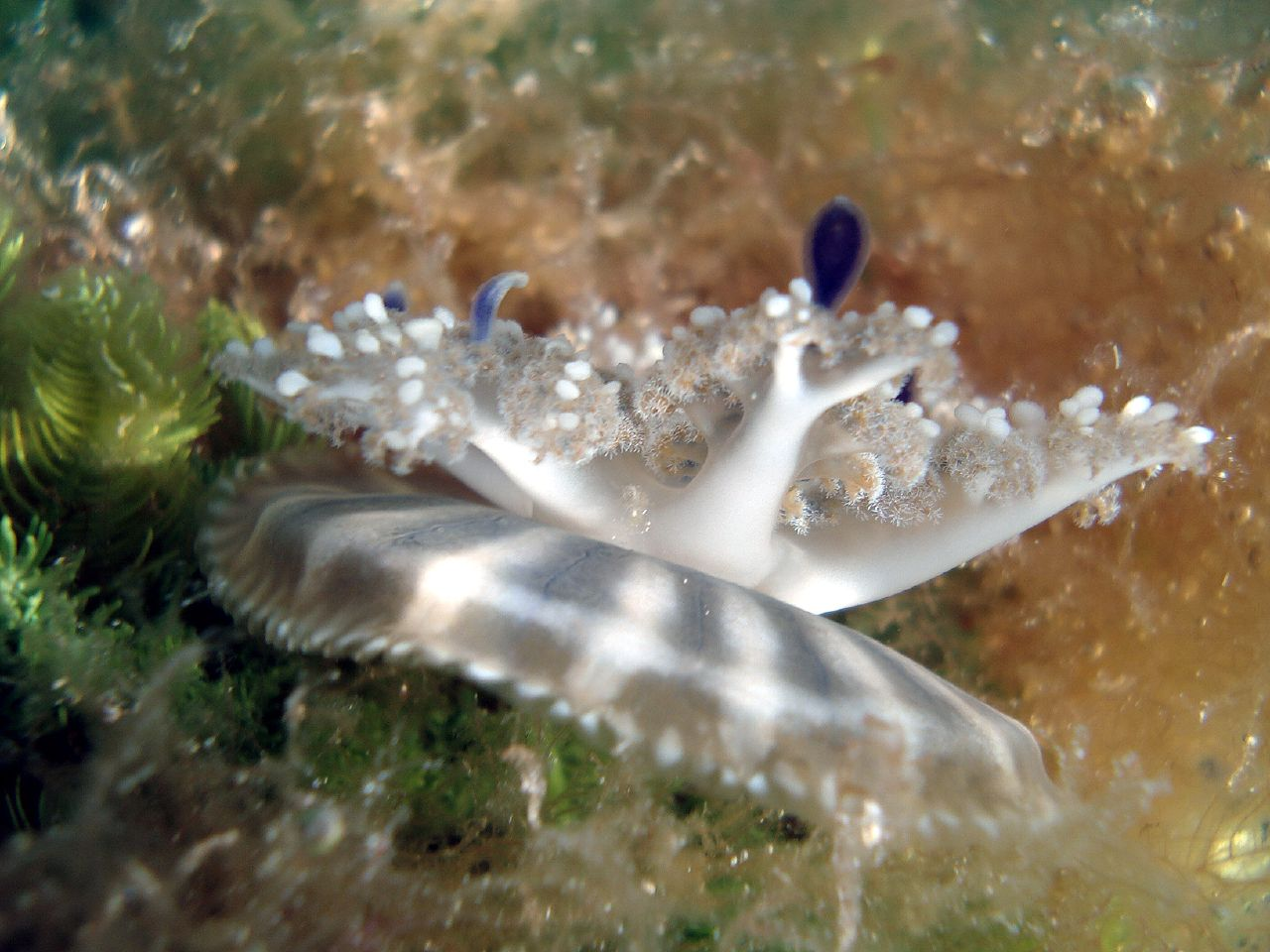
Kořenoústka Cassiopea
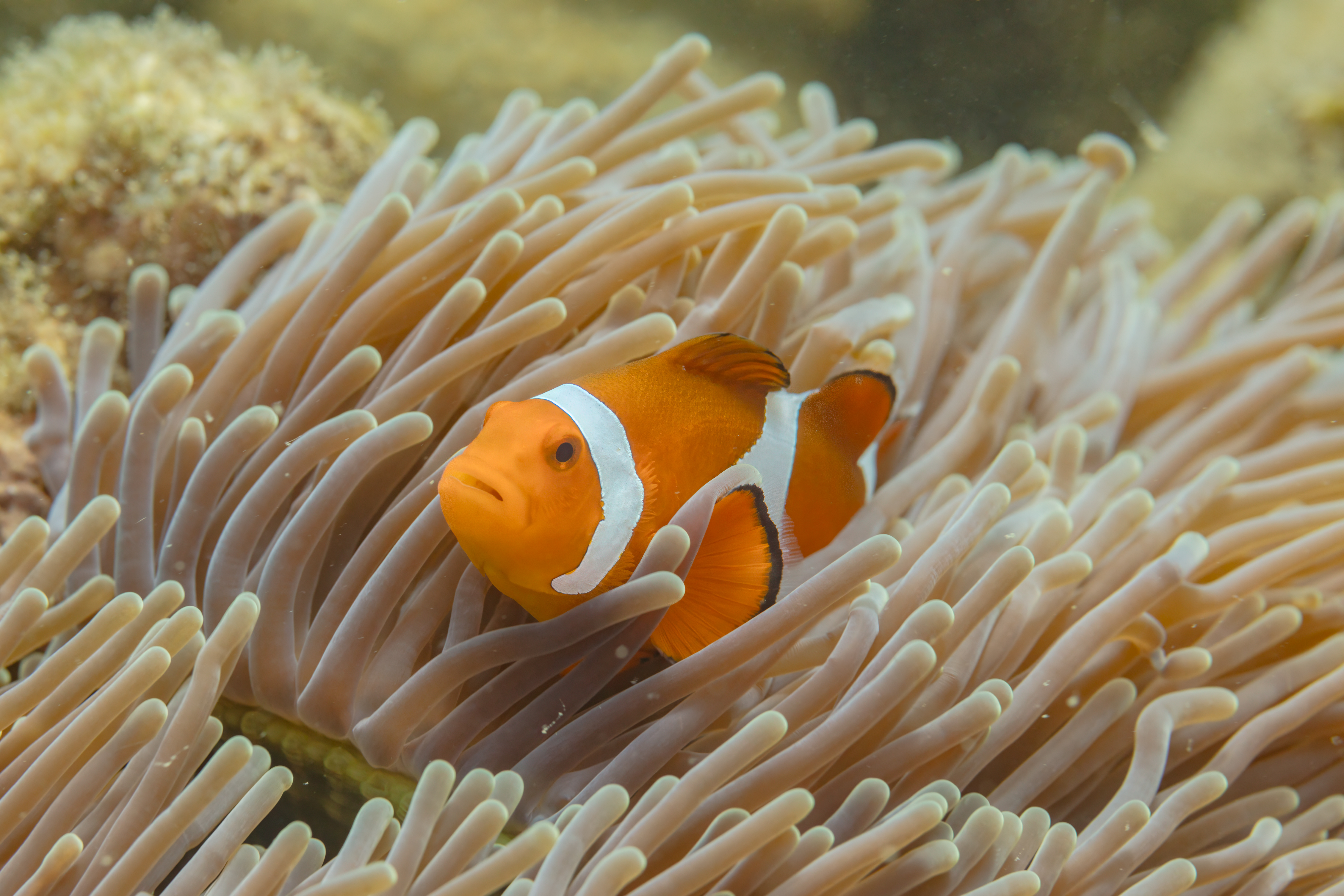
Klaun očkatý (Amphiprion ocellaris) a sasanka velkolepá (Heteractis magnifica)
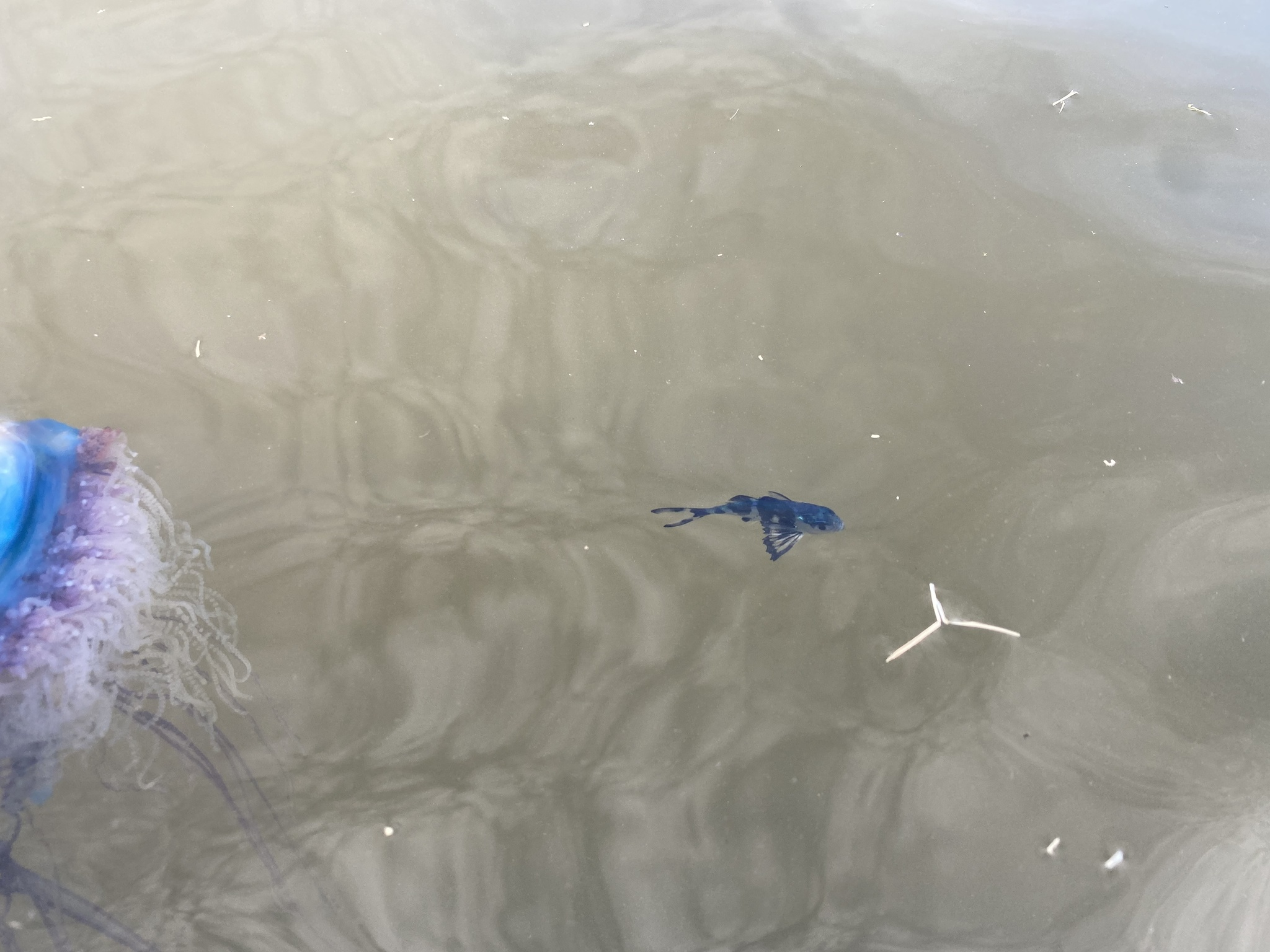
Ryba medúzovka Gronovova (Nomeus gronovii) žije v blízkosti trubýšů
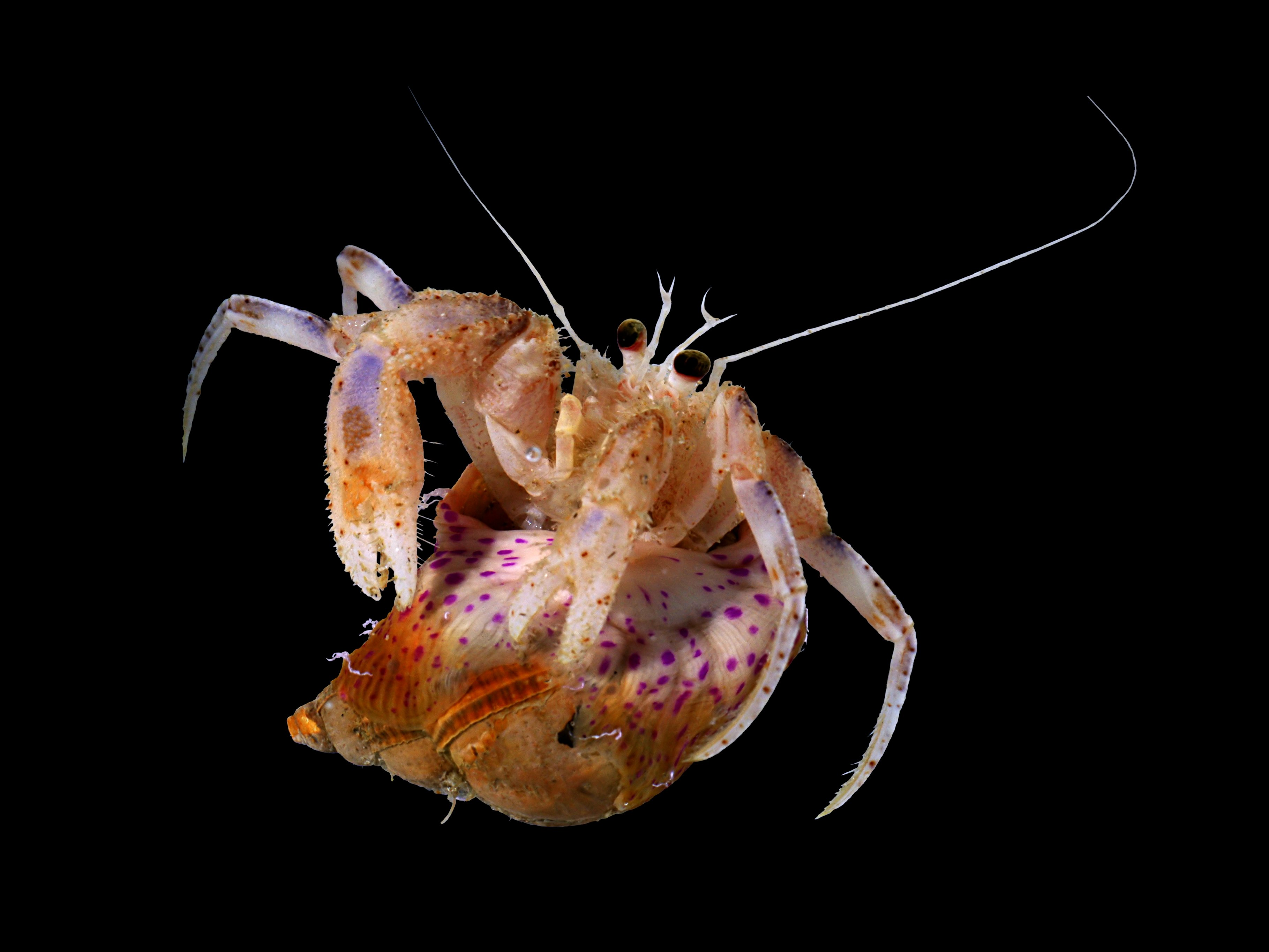
Poustevníček Pagurus prideaux a sasanka obranná (Adamsia palliata)

#### Žahavci jako paraziti

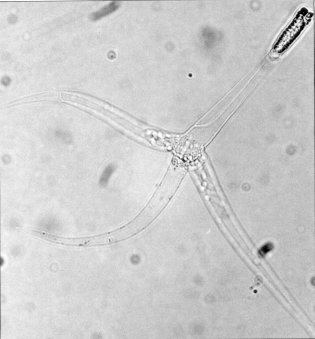
Aktinospora rodu Myxobolus

Nejvýznamnějšími parazity mezi žahavci jsou výtrusenky, cyklující typicky mezi různými hostiteli, zejména rybami a kroužkovci. Sliznice ryb napadají po pozření či doteku triradiální aktinospory, v rybích tkáních následně parazit po proliferační a sporogenní fázi vytváří druhý typ spor – myxospory. Ty se uvolňují z rybího hostitele (např. po jeho úhynu) a musí je pozřít kroužkovec, v jehož těle dochází k pohlavnímu procesu a vzniku nových aktinospor, které jsou buďto vyloučeny do vody, nebo je ryba sežere s hostitelem. Poprvé byl tento cyklus popsán u rodu Myxobolus, jenž cykluje mezi nitěnkami rodu Tubifex a pstruhy, u nichž způsobuje destrukci chrupavek a neurologické projevy (tzv. vířivou nemoc). Hostitelský rozsah výtrusenek je však podstatně širší, zahrnuje například hlavonožce, ploštěnce (parazitické – taková výtrusenka tedy představuje tzv. hyperparazita) i jiné obratlovce včetně těch suchozemských; konkrétně rod Soricimyxum napadá zástupce rejskovitých (Soricidae). Komplexnější výtrusenky ze skupiny Malacosporea parazitují v tělní dutině mechovců (Bryozoa) a spory produkují v červovitém, resp. vakovitém útvaru.

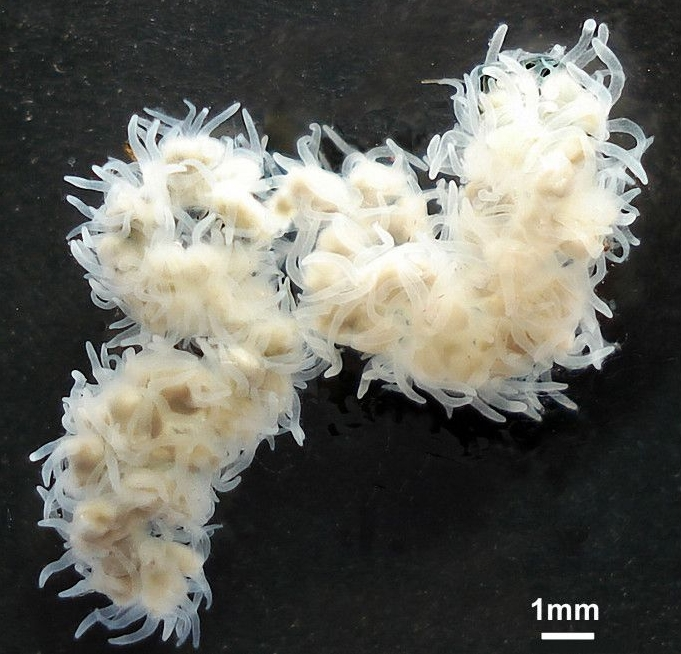
Stolon kaviárovky po opuštění rybího vajíčka

Výtrusenkám blízce příbuzné kaviárovky střídají ve svém životním cyklu parazitární a volně žijící stádia. Od malých dvojjaderných stádií až po pupenotvorné stolony tráví několik let uvnitř oocytů jeseterovitých ryb. Když jeseteři vypouštějí jikry do vody, dochází u kaviárovek k raritnímu převrácení jejich těla (everzi) a posléze k volně žijící fázi životního cyklu, kdy se stolon rozpadá na malé dravé „medúzy“, kterým se vyvíjejí pohlavní žlázy. Jak se cyklus dokončí, nebylo ještě okolo roku 2020 jasné.
Parazitický způsob života je charakteristický i pro některé polypovce. Například narkomedúzky rodu Cunina ze skupiny polypovců parazitují na jiných hydromedúzách. Jejich planuly se zachytávají na okraji zvonu hostitelských medúz, a vyvíjejí se v pohyblivá stádia se dvěma chapadly a ústním otvorem na prodloužené stopce, jímž pronikají do láčky svých hostitelů a vyžírají jim potravu. Později se rozmnožují pučením a mění se v medúzová stádia. Hostitele využívají i planuly sasanek rodu Edwardsiella, jež se provrtávají do těla žebernatek, ale zaznamenány byly i medúzovců. V tělech hostitelů vytvářejí červovitá parazitická stádia a než se usadí na mořském dně jako polyp, mohou vystřídat i několik hostitelů.

## Žahavci a člověk

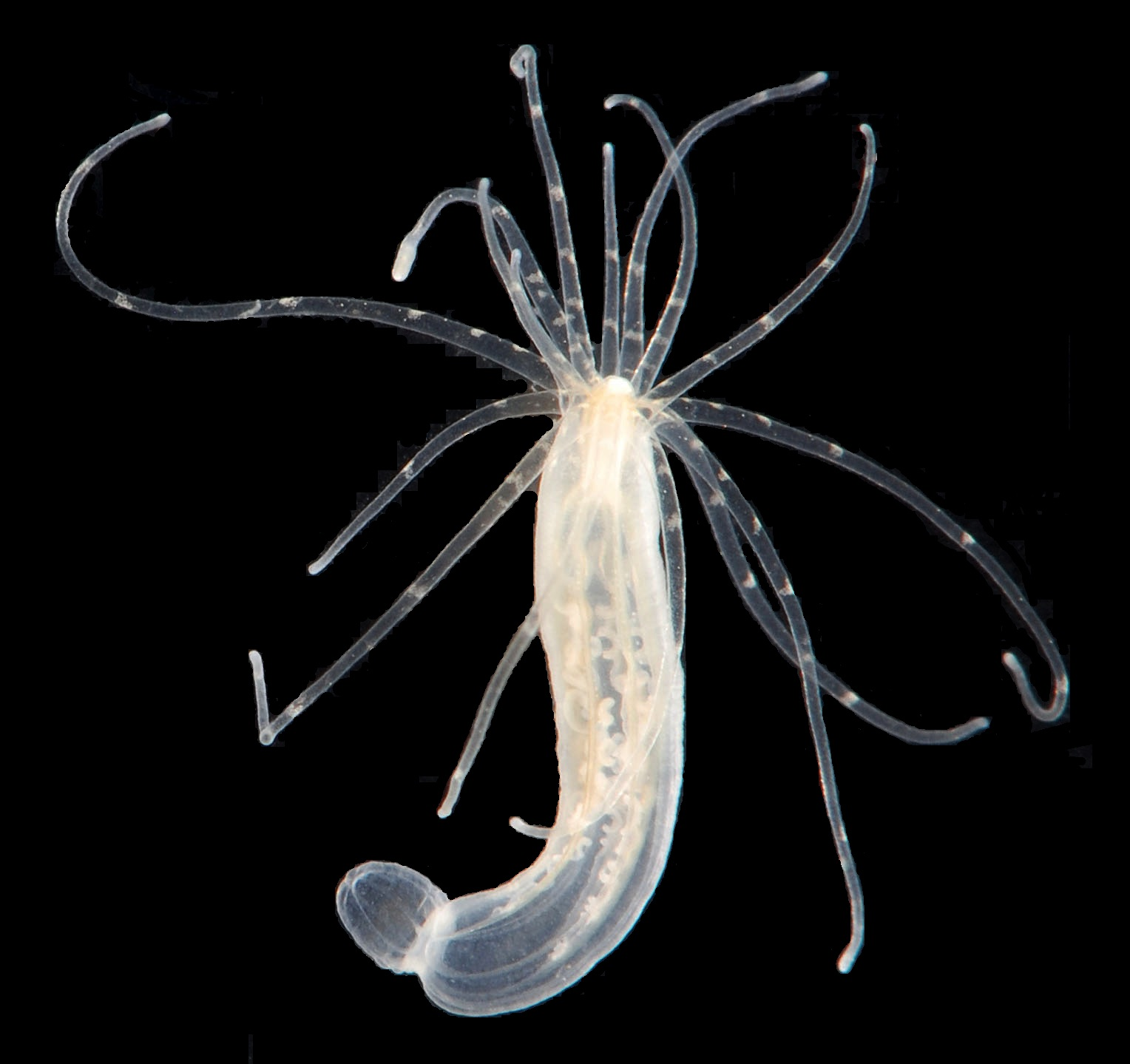
Sasanka Nematostella vectensis slouží jako modelový organismus

Mezi žahavci se etabluje řada zástupců využívaných ve vědeckém výzkumu, z nichž nejznámější jsou asi nezmaři rodu Hydra. Z důležitých modelových organismů pro výzkum vývoje a regenerace lze dále jmenovat například sasanku Nematostella vectensis, využívanou mj. ke srovnávacím studiím s dvoustranně souměrnými živočichy. Šlo o prvního žahavce s kompletně osekvenovaným genomem. Zvláště z osmičetných korálnatců se získávají různé biologicky aktivní látky, z medúzy Aequorea victoria pak zase pochází zelený fluorescenční protein, jehož objev byl oceněn Nobelovou cenou za chemii. Pro člověka mají žahavci také význam jako mořské plody, zejména v Japonsku a Číně patří medúzy mezi oblíbené pochoutky. Různí korálnatci jsou oblíbení v akvaristice anebo se využívají ve šperkařství (jako trnatci, známí také jako „černí koráli“); lidská činnost má zároveň výrazně negativní vliv na stav světových korálových útesů.
Žahnutí některých druhů žahavců působí zdravotní problémy. Mezi medicínsky významné zástupce, již mohou přivodit dokonce smrt člověka, patří měchýřovka portugalská (Physalia physalis), kořenoústka Nemopilema nomurai, čtyřhranka Barnesova (Carukia barnesi) nebo čtyřhranka Fleckerova (Chironex fleckeri). Poslední jmenovaná drží v Guinnessově knize rekordů status nejjedovatější medúzy na světě, s teoretickým potenciálem zabít až 120 lidí. Někteří žahavci působí ztráty v rybářském průmyslu, například medúzovci mohou konkurovat rybám o potravu, zabíjet je samotné, anebo se zaplétat do rybářských sítí. Ekonomické škody působí ale i parazitické výtrusenky, například Sphaerospora v chovech kaprovitých a Tetracapsuloides v chovech lososovitých ryb. Kaviárovky pak škodí při produkci kaviáru.